# Panzerkampfwagen VI

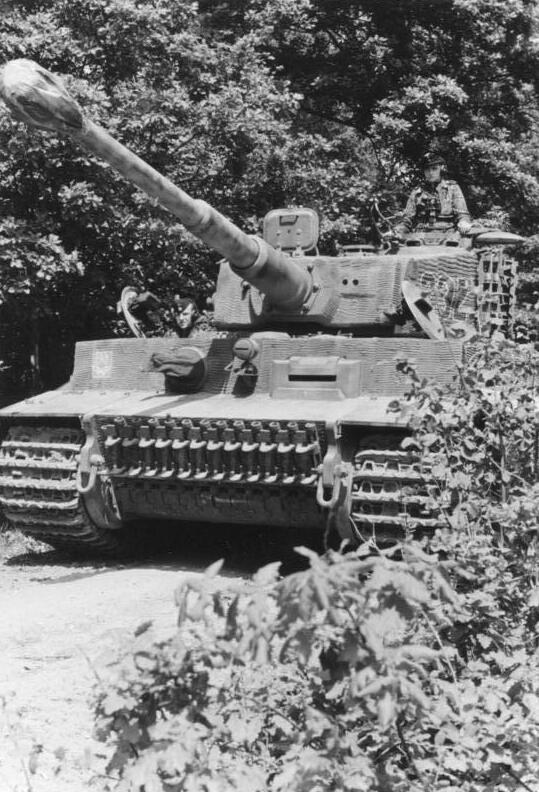
Tigris Észak-Franciaországban

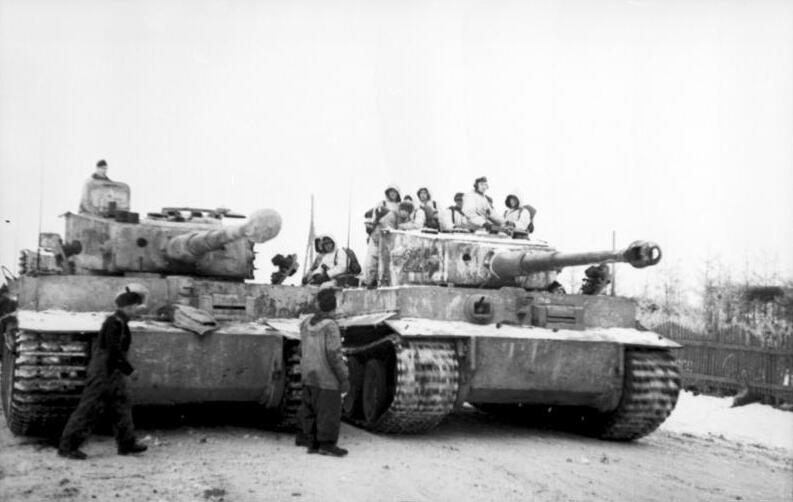
Tigrisek a Cserkaszi katlanban, 1944 tavaszán

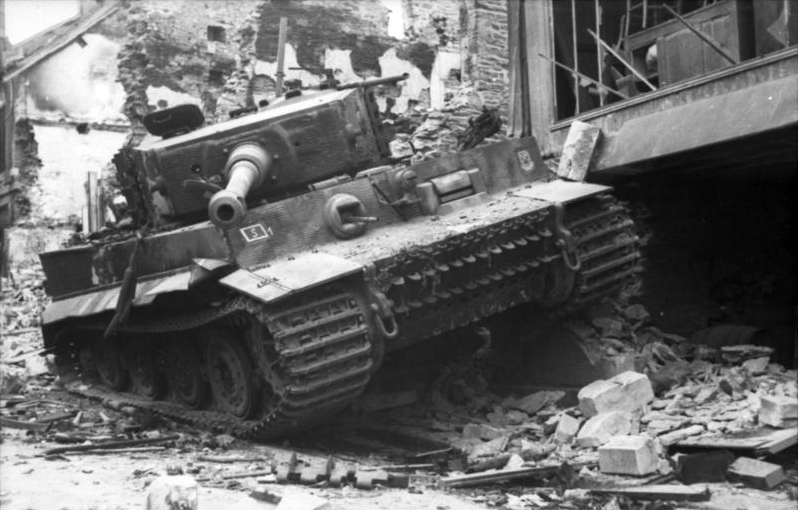
Tigris harckocsi a franciaországi Villers Bocage-nél, 1944 júniusában

A Panzerkampfwagen VI, más néven Tiger (magyarul Tigris) harckocsi minden tekintetben a második világháborús német haditechnika-fejlesztési erőfeszítések mintapéldája. A típust először 1942 augusztusában vetették be Leningrádhoz közel, a Ladoga-tó térségében.
Később szinte az összes hadszíntéren megjelent: a keleti fronton, Észak-Afrikában, Olaszországban, Normandiában, harcolt az Ardennekben és Magyarországon is a Harmadik Birodalom 1945-ös kapitulációjáig. Védettségének és tűzerejének köszönhetően neve egybeforrt a legyőzhetetlenséggel. A szövetségesek főképp nagy teljesítményű, 8,8 cm-es lövege és vastag páncélzata miatt tartottak tőle. A szövetségesek elsődlegesen leküzdendő harckocsijává lépett elő, a jármű gyenge pontjait azonban hamar kitapasztalták. A háború végére harctéri fölénye egyre csökkent, mivel a szövetségesek egyre hatékonyabb páncéltörő ágyúkat állítottak hadrendbe, valamint a legtöbbet a levegőből küzdötték le. 1945 elején már csak igen kis példányszámban volt szolgálatban, de még Berlin utcáin is harcolt az utolsó napokban.
A Tigris megjelenése óriási technikai versenyhez vezetett, mivel a szövetségesek nem rendelkeztek olyan eszközökkel, amelyek a német nehézpáncélos leküzdéséhez alkalmasak lettek volna. Az amerikaiak az M4 Sherman harckocsit 1940-ben kezdték fejleszteni, 1942-ben állították rendszerbe, és a Tigris rögtön elavulttá tette. Ugyanígy jártak az angolok és a szovjetek valamennyi típusukkal. Megindult az erős páncélozottság és a nagy tűzerő utáni hajsza. A Shermant és a T–34-est egyre erősebb lövegekkel látták el. Kifejlesztették a Sherman Fireflyt kifejezetten a Tigris (később a Párduc) ellen, a szovjetek pedig a teljes löveges harcjármű-állományukat áttervezték és átalakították.
A németek nem exportálták egyik szövetséges országnak sem (saját részre is mindig kevés volt belőle), csak saját csapataikat szerelték fel a típussal. A Magyar Királyi Honvédség 10 darabot átvett 1944 őszén a Kárpátok védelmének erősítésére. A legtöbb példányt azonban az elháríthatatlan meghibásodások és az üzemanyaghiány miatt a személyzet felrobbantotta, a megmaradt 1–2 darabot pedig visszaadták a német csapatoknak.

## Története

### Tervezés
Az alábbiakban gyakran előforduló VK betűjelzést 1938-tól használták a németek a tervezési megnevezésekhez, a Vollkettenkraftfahrzeug (lánctalpas gépjármű) rövidítése. A mögötte szereplő négy számjegyből az első kettő a tervezett tömeget mutatta, a második kettő a prototípus egyedi azonosítója. A zárójeles betű akkor került mögé, ha több cég tervezte/gyártotta ugyanazt a típust.
A Panzerkampfwagen VI (rövidítve Pz.Kpfw VI, még rövidebben Pz VI) egy Németországban, a II. világháború alatt kifejlesztett és alkalmazott nehézharckocsi volt. A Panzerkampfwagen VI ausf B kifejlesztése után Pz VI ausf A típusjelzést használtak, megnevezése Tiger I lett, megkülönböztetésül az ausf B változat Tiger II nevétől. Rendszeresítési száma Sd.Kfz. 181. Két fő változata (németül ausführung) került sorozatgyártásra, a H (ausf. H) és az E (ausf. E), de ezeken túlmenően több kisebb módosítást hajtottak végre a járműveken a gyártás során.

#### Prototípusok
Fejlesztését a PzKpfw IV-gyel egyenrangú, illetve annál jobb szövetséges és főleg szovjet harckocsik teljesítményének felülmúlása motiválta. A németek 1940 májusában indították el nehézharckocsi-programjaikat, VK3001 (H), VK3001 (DB) és VK3001 (P) mellett a 65 tonnás VK6501 tervezése is elkezdődött. A VK6501 jelentősége az, hogy ehhez fejlesztették ki a később a VK4501-hez felhasznált futóműtípust.
A Pz IV váltótípusát a Henschel és MAN cégek tervezték Dw 2 fedőnéven (Durchbruchswagen = áttörő jármű). A tervezéskor a Porsche-féle elképzelés és a Guderian-féle követelmények ütköztek: az előbbi nagy védettségű és tűzerejű járműveket képzelt el, amelyeknél a mozgékonyság csak kompromisszumos feltétel, míg az utóbbi nagy tűzerejű és mozgékony harckocsikat szorgalmazott, akár a védettség rovására. Hitler Porsche elképzelését támogatta, amelynek eredménye később a VK10001-projekt, a 120 tonnás Mammoth és a Maus lett.
A Henschel-projektet a VK6501 miatt leállították, amikor még csak a páncéltest egy prototípusát gyártották le. A VK6501 tervezését is félbeszakították, s ennek leállítása után már meghívásos pályázatot hirdettek, amelyben a Daimler–Benz, a MAN, a Henschel és a Porsche cégek vettek részt. A koncepciók elkészülte után a Porsche és a Henschel kapott lehetőséget a prototípus építésére. A pályázati kiírás eredetileg 30 tonnás közepes harckocsiról szólt.

##### VK 3001 (P)

Néhány Tigris-prototípusnak tekinthető terv

A VK3001 (P) a Porsche cégre jellemző módon újításokkal és a hagyományostól eltérő megoldásokkal szolgált. Átvették a VK6501-hez tervezett hét, közepes méretű futógörgős futóművet, amelyet hosszanti torziós rugókkal függesztettek az alvázra. Vegyes benzin-elektromos üzemű hajtást építettek bele, amelyben a benzinmotor elektromos áramot termelt, és az ezzel ellátott két elektromotor forgatta a kétoldali lánchajtókereket külön-külön. Ezzel megspórolták a differenciálművet, helyet takarítottak meg a páncéltestben, és nem utolsósorban a kormánymű is jelentősen egyszerűsödött. A benzin-elektromos hibrid azonban nagyon rossz hatásfokkal működött.

##### VK 3001 (DB)
A VK3001 (DB), a Daimler-Benz tervezetének különlegessége szintén motorjában, az MB-507 jelű, M-71 repülőgépmotorból átalakított dízelüzemű aggregátban volt. Ez egy nagy nyomatékú, alacsony fordulatú motor volt, amellyel a terepjáró képesség is lényegesen javult, ezenkívül jelentősen csökkent a tűzveszély. A Daimler–Benz tervezésben a torziós rugókat külső tekercsrugókra cserélték, amivel növekedett a belső tér. A kormánymű távirányítható volt, így a vezető a toronyban is tartózkodhatott. A VK3002 (DB) példány teljes tömege 34,5 tonna volt, sebessége pedig 54 km/h.

##### VK 3002 (M)
A VK3002 (M), a MAN prototípusa már a tervezési fázisban jóval túlszaladt az előirányzaton, végleges tömege 30 tonna helyett 43,7 tonna lett. Eleinte a Daimler-Benz tervezetét választották a közepes harckocsi továbbfejlesztésének alapjául, azonban támogatója, Fritz Todt halála után Albert Speer már nem volt képes megakadályozni a MAN kiválasztását, arra hivatkozva, hogy a gyártás mihamarabbi beindítása az elsődleges szempont. Az 1941-es események azonban felülírták a 3001-es tendert, így a MAN-modell sem lett Tigrissé, ám a VK3001 különböző elképzelései a Párduc harckocsi kifejlesztésének is alapját képezték, és ebben megint szerepet játszott a MAN majdnem győztes, de végül elutasított VK3001 (M) prototípusa, valamint a Daimler-Benz dízelmotorja is újra szóba került.

##### VK 3001 (H)
A VK3001 (H), a Henschel-verzió hagyományos formákat és elveket követett, a harckocsitest a Pz IV-hez hasonlított. Itt is átvették a VK6501 futóművének ötletét, átalakítva azt a nagyméretű, átlapolt futógörgőkkel. Ez a modell 30 mm-es homlokpáncélt kapott, amely már a tervezéskor elavulttá tette. A löveg sem volt kielégítő. A VK3001 (H) harckocsihoz tervezett fegyver a Pz IV-es lövege volt, a 7,5 cm-es KwK 40 L/43 harckocsiágyú. A Pz IV-esek ekkor leggyakrabban használatos L/24-es modelljeinek alacsony csőtorkolati sebessége 385 m/s volt, amellyel a 45 mm-es döntött páncélzatot szerencsés esetben is csak közvetlen közelről lehetett leküzdeni. Az L/43 űrmérethossz némiképp javított a páncéltörő képességen, de a kiírásnak – és Hitler azon elvárásának, hogy az új harckocsinak még évekig fölényben kell lenni az ellenséges harckocsikkal szemben – nem felelt meg. Az elkészült két darab alvázat a Panzerjäger 12,8 Selbstfahrlafette („Stubborn/Sturer Emil”) páncélvadászokhoz használták fel.

##### VK4501 (H) és VK4501 (P)
Az eredeti pályázati kiírást 1941-ben felülírták. Egy 1941. november 20-án zsákmányolt T–34 harckocsi vizsgálatával kiderítették, hogy egyik cég harckocsija sem lenne alkalmas annak leküzdésére. A VK3001-es és VK3601-es programokat napokon belül félbeszakították, hogy az új ismeretek birtokában új irányelveket adhassanak. Az új pályázat már arról szólt, hogy a harckocsinak 1500 méteres távolságról 100 mm-es páncélzatot kell leküzdeni, és 45 tonnás súlyhatárt írtak elő. Hitler személy szerint elvárta, hogy az új harckocsi ne csak a bemutatás pillanatában, de még éveken keresztül legyőzhetetlen fegyver legyen. Az új projektnek a VK4501 (H) és VK4501 (P) neveket adták. Fedőneve Tiger Model E volt.
Ettől kezdve – mivel új löveg fejlesztésére nem volt idő –, a rendelkezésre álló harckocsiágyú határolta be a lehetőségeket. A FlaK 18 lövegből fejlesztett KwK 36 átépítésével létrehozták a Flak18/36 típusú, röviden újra csak KwK 36 néven rendszeresített 8,8 cm-es löveget. E löveg legnagyobb csőtorkolati sebessége 930 m/s volt, és 2000 méterről átütötte a T–34 harckocsi (30°-ban döntött, 45 mm-es) páncélját. Elektromos elsütőszerkezettel látták el, valamint csőszájfékkel és hidraulikus lengéscsillapítókkal csökkentették a hátrasiklást.
A KwK36-os azonban olyan nagy tömegű volt, hogy a tornyot is átépítették hozzá, a nagyobb toronyhoz nagyobb harckocsi kellett – a Henschel-modell végül az előírt 45 tonna helyett 56 tonnás lett. A Henschel VK4501 (H) modelljét egyszerűbb volt iparszerűen előállítani, ezenkívül a Porsche-modell tornya nem készült el határidőre, ezért a Henschel-modellt fogadták el, függetlenül attól, hogy a kiírásnak sem a tömeg, sem a mozgékonyság tekintetében nem tudott megfelelni, a nagy tömeghez tervezett futóművéről pedig a használat során derült ki számos problémás részlet. Az 1942-ben bemutatott korai Tigris-modell egyértelműen átmeneti típusnak készült, de „befagyott”, mert kezdetben hatalmas sikereket arattak a harcmezőkön és később a harckocsitervezési koncepció is átalakult. A későbbi tervezésű harckocsik vagy még nagyobbak lettek, mint a Tigris („Királytigris”), vagy mozgékonyabbak („Párduc”).

#### A Tigris alapvető változatai
A tervezés kétirányúságából és az eltérő koncepciókból adódóan a Pz VI harckocsi eleve két változattal kezdte a történetét, a VK4501 (P) Leopárd és a Pz.Kpfw. VI (H) Tigris nevűekkel.
Ferdinand Porsche VK4501 (P) prototípusa eredetileg a Leopárd nevet kapta, majd a Henschel Tigrise után a Porsche Tiger (PzKpfw VI Ausf. P) néven emlegették. Ebből 92 darabot rendeltek, később ezekből alakították ki a Ferdinand harckocsivadászt. A Ferdinandokat rendszerbeállításuk után nem sokkal visszarendelték, mert nem rendelkeztek élőerő leküzdésére alkalmas másodlagos fegyverzettel, ami miatt az ellenséges gyalogság részéről könnyen leküzdhetővé vált, a 92 darabból csak 48 maradt meg. A géppuskával ellátott változat az Elefant lett.
A háború elején indult tervezés nem tette lehetővé az alkalmazásáig szerzett harctéri tapasztalatok teljes körű hasznosítását. Ezért, valamint a gyártás egyszerűsítésének céljából a testet és a tornyot is függőleges páncéllemezekből készítették, amely nem volt előnyös, de mivel a lemezek vastagsága nagyon nagy volt, így is elég védelmet nyújtott a legtöbb ellenséges löveg ellen. Ebben az időben a háború legerősebb páncélosa volt, 8,8 cm-es lövege megfelelő tűzerőt képviselt ellenfeleivel szemben azok hatótávolságán kívül is. Tervezési hibának tekintendő azonban a 8,8 cm-es KwK löveg alkalmazása, mivel a közel azonos páncéltörő képességgel rendelkező 7,5 cm-es L/70-es űrmérethosszú KwK 42 löveg több tonnával könnyebb volt, a 7,5 cm-es lőszer tárolására jóval kisebb hely szükséges (vagy több fér el ugyanakkora helyen), ráadásul tűzgyorsasága már csak azért is nagyobb, mert a töltőkezelőnek jóval kisebb súlyt kell emelgetnie. A 8,8-as KwK36 páncéltörő képessége 2000 méteren 110 mm volt, míg a 7,5 cm-es KwK 42 ugyanezen a távolságon 106 mm-es eredményt ért el (adatok 30°-os becsapódási szög esetén). Ezért a 8,8 cm-es L/56 KwK 36 löveg alkalmazása stratégiai hibának bizonyult.
Nagy hátrányt jelentett a jármű nagy tömege és az, hogy ekkoriban nem állt a németek rendelkezésére megfelelő teljesítményű dízelmotor (illetve a dízelmotoros Porsche-változatot elvetették, valamint a Maybach-motorok gyakorlatilag egyeduralmat élveztek a német hadipiacon). Ezért a benzinüzemű Maybach-motorokból választottak (HL 210 P45), melynek hatalmas fogyasztása miatt kicsi lett a hatótávolsága. A motor alacsony fajlagos teljesítménye következtében a túlterheltség miatt gyakran meghibásodott, illetve a meghajtórendszer egyéb elemeivel is rendszeres problémák merültek fel. A torony alacsony fordulási sebessége is problémát jelentett harc közben. Széles lánctalpai miatt vasúton való szállítása is körülményes volt: vagonírozás előtt a vasúti szállításra kifejlesztett lánctalpakra kellett lecserélni azt, illetve a futógörgők külső sorát is le kellett szerelni. Műszaki problémái ellenére – ha minden rendszere működött – hatékony fegyvernek bizonyult, amelyet a szövetséges erők is elismertek és rettegtek. Megsemmisítése a szövetséges közepes harckocsik számára csak hátulról volt lehetséges mert ott csak 60 mm volt a páncél vastagsága, de ehhez meg kellett kerülniük a tankot, ezért egy Tigris megsemmisítéséhez 5–6 darab M4 Sherman elvesztésével kellett számolniuk. A németek legtöbb veszteségét műszaki probléma, illetve üzemanyaghiány okozta, továbbá a sérült tankok vontatása nehezen volt megoldható, legtöbbször csak két másik Tigris boldogult el vele, vagy legalább három közepes harckocsi. Ha nem tudták elvontatni, a személyzet elhagyta és felrobbantotta a járműveket. A Tigris gyártását 1944 júniusában fejezték be, 1355 darab készült belőle.
A gyalogság számára hegyvidéken vagy városokban a felső 20 mm-es páncéllemez vált célponttá, melyet bármilyen rendszeresített kézi páncéltörő eszközzel leküzdhettek.
Minden hátránya mellett a Tigris harckocsi – figyelembe véve azt a körülményt, hogy a tervezés megrendelésétől a sorozatgyártásig összesen kilenc hónap telt el – a lehetőségekhez képest kiemelkedően jó konstrukció volt.

## A Pz VI ausf A (Tiger I) fő műszaki paraméterei
- Oldalstabilitás: 30°
- Árokáthidaló képesség: 2,29 m
- Lépcsőmászó képesség: 0,79 m
- Mászóképesség: 35°
- Üzemanyagtartály: 540 l
- Kenőolajtartály: 28 l
- Hűtővíz: 75 l
- Hasmagasság: 0,47 m

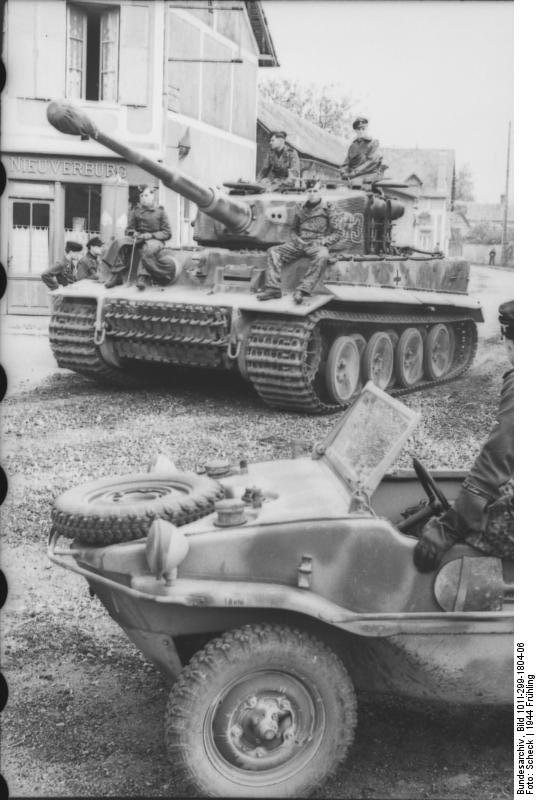
Korai gyártású Tigris Észak-Franciaországban, 1944. március 21-én a Leibstandarte Adolf Hitler 101. nehézpáncélos zászlóaljának állományából. Köztes tervezési stádiumot mutat a korai kivitelezésű duplanyílásos távmérő és a gumiperemű futógörgők, ugyanakkor a parancsnoki kupola már az áttervezett, külső géppuska felhelyezésére alkalmas állvánnyal ellátott változat (az előtérben egy Schwimmwagen eleje látható).

- Gázlóképesség előkészítés nélkül: 1,6 m
- Gázlóképesség előkészítéssel: 4,0 m
- Legénység:
  - parancsnok (1 fő)
  - irányzó-tüzér (1 fő)
  - töltőkezelő (1 fő)
  - rádiós lövész (1 fő)
  - járművezető (1 fő)
- Szállítási változatok:
  - Tömeg: 50,5 tonna
  - Talajnyomás: 1,43 kg/cm²
  - Harckocsi szélessége: 3140 mm
- Névleges adatok:
  - Hatékonyság: 30,4 LE/l (teljesítmény/üzemanyag)
  - Teljesítmény: 700 LE 3000/min fordulatszámon
  - Kompresszió: 6,8/1
  - Hengerűrtartalom: 23 092 cm³
  - Lökethossz: 145 mm
  - Furat: 130 mm
  - Hatótávolság: 195/110 (közút/terep)
  - Sebesség: 45,4 km/h
  - Sebesség a váltómű fokozatai szerint:

1 – 2,8
2 – 4,3
3 – 6,2
4 – 9,2
5 – 14,1
6 – 20,9
7 – 30,5
8 – 45,4
hátrameneti 1–4 megegyezik az előremeneti 1–4 fokozatokkal
- Fordulási sugár: minimum 3,44 méter, maximum 165 méter
- Lövegirányzás magassági lehetőségei: +17 és -6,5° között[f 5]

## Felépítése

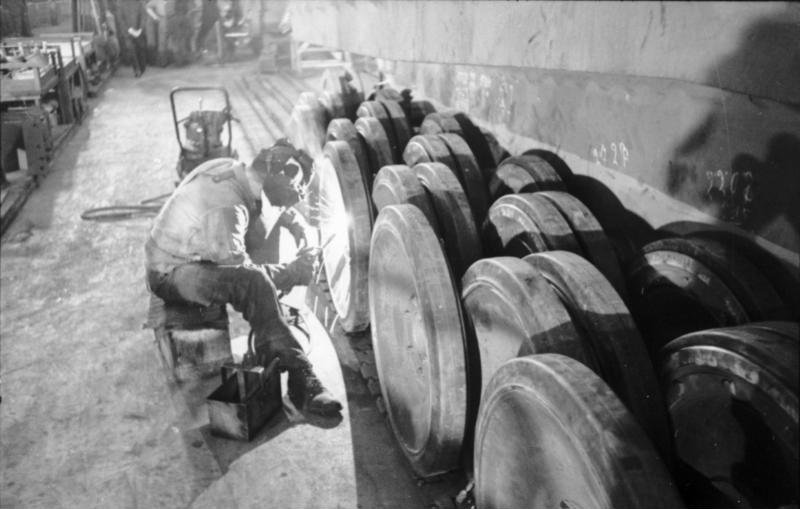
A futógörgők szerelése 1942-ben

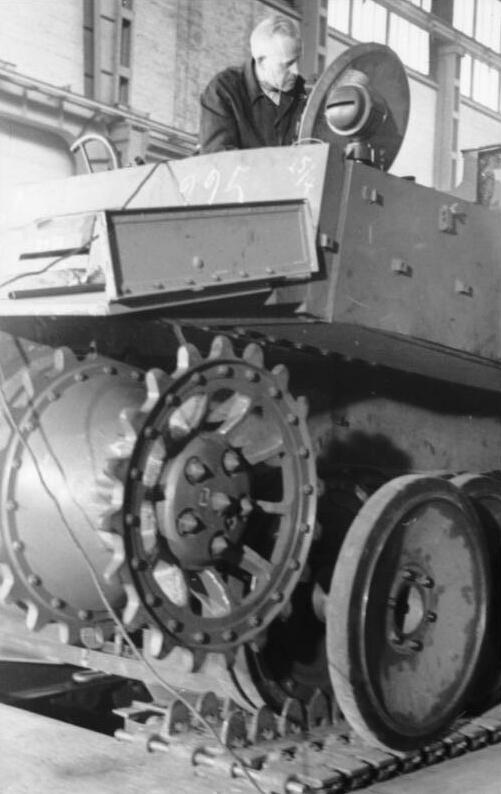
A láncvisszafordító-feszitőgörgő a lánctalp felhelyezése előtt (alul már látható a félig elhelyezett lánctalp, 1944)

### Gyártás
| „                                | A Tigrisekben egyetlen jó volt, mégpedig az, hogy kevés volt belőlük. | ” |
| – ismeretlen kanadai harckocsizó |                                                                       |   |

1942-ben a havi legyártott darabszám átlagban 20 körül alakult. 1943-ban 54 darabos havi átlag, 1944 első félévében 78. 1944. áprilisában 104 darabos előállítási rekordot értek el. A rendszerben lévő (hadrafogható és üzemképtelen, de javítható példányokkal együtt) darabszámok alakulása az idő függvényében:
|            | 1943-as darabszám | 1944-es darabszám | 1945-ös darabszám |
| ---------- | ----------------- | ----------------- | ----------------- |
| január     | 65                | 409               | 276               |
| február    | 85                | 434               | 216               |
| március    | 108               | 526               |                   |
| április    | 134               | 583               |                   |
| május      | 177               | 584               |                   |
| június     | 207               | 654               |                   |
| július     | 262               | 671               |                   |
| augusztus  | 286               | 549               |                   |
| szeptember | 319               | 433               |                   |
| október    | 339               | 314               |                   |
| november   | 387               | 276               |                   |
| december   | 394               | 274               |                   |

### Páncéltest
A német harckocsik hagyományosnak tekinthető belső elrendezésével készült. Hátsó részén a motortér helyezkedett el az üzemanyagtartállyal, a hűtő- és kipufogórendszerrel, középső részén a küzdőtér, első részén a hajtásrendszer volt a differenciál- és kormányművel, valamint a fogaskerék-házzal.
A páncéltest gyakorlatilag tégla alakú, függőleges és vízszintes lemezekből áll. A páncéllemez-darabokat ausztenites elektromos ívhegesztéses eljárással rögzítették egymáshoz. A Tigris törzsét – és főleg a lövegpajzzsal is megerősített tornyát – a T–34-es harckocsik 76 mm-es lövegei 300 méternél távolabbról semmilyen szögből nem voltak képesek áttörni.
Az alsó küzdőtérben ketten foglaltak helyet, a harckocsi vezetője (sofőr), illetve a rádiós lövész, mindkettőjüknek külön búvónyílást vágtak. A jármű balkormányos, a sofőr egy 270×70 mm-es nyíláson át tájékozódott, vagy ha ezt páncéllemezzel elzárta, akkor egy fixen beépített periszkópot használhatott. A kémlelőnyílást 94 mm vastag páncélüveg zárta el. A rádiós lövész kezelte a Fu 5 típusú rádiót és a homlokgéppuskát. A német harckocsizók nagy előnyt élveztek azzal, hogy minden járműbe építettek rádiót, szemben a szövetségesekkel, akiknél még a háború végén is legfeljebb a parancsnoki harckocsi rendelkezett rádiókészülékkel.
Az angolok Afrikában kilőtt példányokat vizsgálva arra a megállapításra jutottak, hogy a Tigris belső tere kényelmetlen, rosszul tervezett. Ezt azonban kompenzálta az erős védettség. A brit hadsereg háború utáni statisztikái szerint egy Tigris elpusztításához átlagosan 4,2 találat kellett, míg a Párduchoz 2,55, a Shermanhez viszont a németeknek 1,63. A túlélési arány már a Párduchoz képest is majdnem kétszeres, a Shermanhoz viszonyítva viszont háromszoros a találatok számához viszonyítva. Ugyanakkor nagyon kevés Tigris gyulladt ki találattól, míg a kilőtt Shermanek 65%-a kigyulladt és teljesen kiégett.

### Futómű

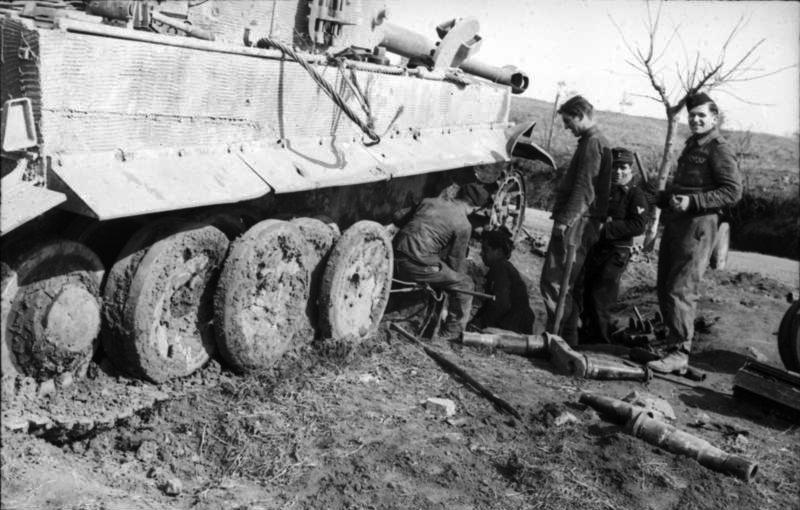
Az átlapolt futógörgők állandó problémája: sár (1944. február)

A Porsche-féle változat futóműterve részben a Panzer III-nak a FAMO által kifejlesztett futóműve alapján készült, amelyet korábban már a német félhernyók is használtak, csak kisebb görgőátmérővel. Ezt először a VK6501 futóművénél alkalmazták, míg a Henschel-változat szintén ennek alapján, de módosított kivitelben készült. A VK6501 felfüggesztését viszont a zsákmányolt T–34-es szovjet harckocsi mintájára készítették. Ez utóbbi amerikai licencként az M1928 Christie/T3 révén került a Szovjetunióba, és eredetileg J. Walter Christie álmodta meg. A Christie-féle futóművek híresek voltak jó teljesítményükről. Jellemzőjük a közepes méretű, egyenként felfüggesztett futógörgő-sor, amely felül támasztó/vezetőgörgők alkalmazása nélkül vezeti a láncot vissza. Ezt az elvet alkalmazta a FAMO is. A nagyobb harckocsikhoz azonban a rugózást és a csillapítást át kellett dolgozni, és ezt a Szovjetunióban megtették A Tigrisnél keresztirányban elhelyezett torziós rugókra függesztett lengőkarok vették fel a terep-egyenetlenségeket.
A Henschel-féle Tigris harckocsin a futóművet kissé átalakították. A futómű oldalanként nyolc tengelyen 4×3 darab és 4×2 darab (összesen 40 db), 800 mm átmérőjű futógörgőből állt, melyek elhelyezését az átlapolt fogalommal írják le. Ez azt jelenti, hogy a kerekek felváltva páronként egymásba illeszkedtek, fedték egymást. A futógörgőket az egy-egy tengelyen elhelyezett páronként egy-egy torziós rugóra függesztették. Ez a megoldás kiváló, sima gördülést adott a harckocsinak, de nagy ára volt, mert tábori körülmények között a futógörgők javítása és cseréje nehézkes volt, ezenkívül a görgők közé tapadó sár – főleg fagyban – akár meg is béníthatta a harckocsit, szorulás esetén a visszafutó-lánctámasztó görgők hiánya miatt a lánchajtókerék fogait átugorhatták a lánctagok lyukai, mozdíthatatlanul beszorítva a futóművet. Az ilyen szorulás esetén a hátsó visszafordító-láncfeszítő kerék lazítása sem volt lehetséges, és a lánctagokat összetartó csapszeget sem lehetett kivenni. Végső megoldást ebben az esetben csak a beszorult lánctag kirobbantása jelentette.
A sok nagyméretű futógörgőre a fajlagos talajnyomás csökkentése miatt volt szükség. Ezért kapott a harckocsi 725 mm szélességű lánctalpat is. A fajlagos talajnyomás értéke így 1,43 kg/cm²-re csökkent, de még mindig nem vehette fel a versenyt a szovjet harckocsik 0,5–0,8 kg/cm² körüli értékeivel (a T–34-esé például 0,64 volt). A szabvány lánctalp neve Marschketten, a szállításhoz használt lánctalpé pedig Verladekette volt.
824 darab Tigrist gumiperemű futógörgőkkel láttak el, a továbbiakban áttértek a fémszegélyre. A 825. sorszámú példányt 1944 márciusában állították össze, innentől kezdve a csendesebb és egyenletesebb járású, 75 mm magasságú gumiperemet helyettesítették fémszegéllyel, ami tartósabb volt. A változást az indokolta, hogy ettől kezdve a szállításkor leszerelt külső futógörgőket már normál lánctalpas üzemmódban sem helyezték fel. Ezzel nyolc darabbal csökkent a futógörgők száma, a maradékra pedig nagyobb terhelés jutott. A lánctalp 96 darab 725 mm széles lánctagból állt, amelyeket 28 mm átmérőjű csapszegekkel fogtak össze.

### Motor, erőátvitel
A Tigris harckocsi a Maybach cég alacsony fordulatú benzinmotorjaiból kapott egy változatot, a HL 210 P45-öst. Ez a motor 2500 1/min fordulatszámon 600 LE, 3000 1/min fordulatszámon 642 LE leadására volt képes. Messze meghaladta ugyan a szövetséges harckocsik motorteljesítményét, mégis az 56 tonnás tömeg mozgatásához nem volt elég erős. 250 darab legyártott példány után a HL 230 P45 sorozatszámú, továbbfejlesztett motort állították rendszerbe, amely már 23 000 cm³ lökettérfogatú volt, és 697 LE leadására volt képes. Később a motor túlterhelésből adódó problémák miatt a teljesítményt 600 LE-ben korlátozták.
A motor mérete és tömege alig haladta meg a HL 120-as változatot, de kétszer akkora teljesítményt nyújtott, a korabeli technológia csúcsmodellje volt. Mégsem érte el az angol motorok teljesítmény/tömeg arányát. Súlycsökkentés céljából alumínium blokkra illesztett öntöttvas hengerfejekkel látták el és kettős hajtókar-rendszert kapott. A további súlycsökkentés érdekében egy teljesen alumíniumból készített motort is kifejlesztettek, csak a nyersanyaghiány akadályozta rendszerbeállításukat. A HL 230 P45 motor 1200 kg-os saját tömege jelentősen megkönnyítette a tábori körülmények közti, vagy épp a harctéri motorcserét. Hengerenként egy darab, négy dupla szelepes Solex-karburátort, kettős kipufogórendszert és dupla gyertyákat építettek be.

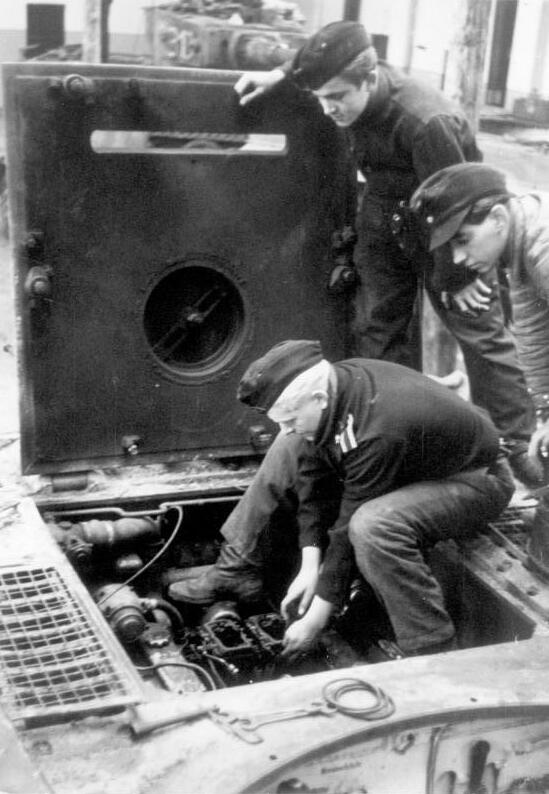
A Tigris motorjának szerelése (1944. január)

A 8 előre és 4 hátra-fokozattal ellátott OLVAR típusú félautomata-előválasztó rendszerű hidraulikus váltómű jól megválasztott áttételei tették lehetővé, hogy a harckocsi közúton elérhesse a 37 km/h-s sebességet. A motor azonban sem túl kis (1600 1/min alatti), sem túl nagy (3000 1/min feletti) fordulatszámon nem garantált kielégítő teljesítményt. A visszakapcsolást 1700 1/min, a felkapcsolást 2300 1/min fordulatszámnál ajánlotta a felhasználási szabályzat. Az alig 600 1/min hasznos fordulatszám-tartomány betartása a sofőr számára minden körülmények között nehéz feladat volt, ezért a Tigris vezetéséhez meglehetősen nagy gyakorlat és odafigyelés kellett, a sebességfokozat megválasztása kritikus fontosságú. Például lejtőn lefelé haladáskor motorféket kellett alkalmazni és tilos volt a gázadás, mert a motorvezérlés ebben a helyzetben nem működött kielégítően. A nagy tömegű dugattyúk kis mértékű túlpörgés esetén is komoly károsodást szenvedhettek.
A 8 fokozatból négy induló volt, ami azt jelenti, hogy a terep adottságaitól függően az egyes és négyes fokozatok között választhatott a vezető a harckocsi megindításához. Csak 1600 1/min fordulatszám felett lehetett elindulni, és e fordulatszám alá nem lehetett engedni, mert a fogaskerékház olajnyomása ekkor oly mértékben lecsökkent, hogy nem lehetett sebességet váltani. A tengelykapcsolót csak az elindulásnál kellett alkalmazni. A váltó működtetése mégis meglehetősen bonyolult szabályok szerint történt: az 5-8 sebességi fokozatokból nem lehetett közvetlenül üresbe tenni, és csak a tengelykapcsoló oldásával lehetett fékezni, az 1-4 fokozatoknál viszont nemcsak a visszakapcsolás, de szimpla fékezés esetén is először üres állásba kellett váltani.
A harckocsi terepen nem volt képes egy harcnapot utántöltés nélkül eltölteni, mivel 40 km (nagyjából két és fél óra) után kifogyott az üzemanyaga. A hivatalos adat szerint a terepi fogyasztás 7,8 l/km, de a valóságban ez elérhette a 10 l/km-t is, harcban ehhez hozzá kell számítani, hogy a torony forgatásához álló helyzetben is magas fordulatszámon kellett üzemeltetni a motort.

### Kormánymű
Merrit–Brown típusú regeneratív kormányművel látták el, amelynél mindkét lánchajtó-kerékhez külön bolygóművet alkalmaztak. A harckocsi irányítása kormánykerékkel történt: a kormány elfordítása az egyik oldalon redukálta a kihajtást, a másikon kiegészítő hajtást adott. A bolygómű a fogaskerékházból kapta meghajtását. A kiegészítő hajtás a fogaskerékház bemenő tengelyéről kapott teljesítményével rásegítőként működött a függetlenített lánchajtókerekeknél. Ilyen módon oldották meg, hogy amikor a kormánymű forgatása a kiegészítő hajtást aktiválta, akkor az egyik oldali hajtókerék gyorsabban forgott. A két lánchajtókerék egyforma sebességgel foroghatott ellenkező irányba, vagyis a harckocsi helyben fordulásra is képes volt. A konstrukcióból adódóan álló helyzetben és üres sebességi fokozatban járó motornál is működött a rásegítő hajtás, vagyis a kormányzás. Ez sok balesetet okozott, amikor az álló, üresben lévő harckocsi a kormány véletlen elforgatásával mozgásba jött. A kormánymű és a lánchajtókerekek között differenciális tárcsaféket is beépítettek, amely vész-kormányféknek is alkalmas volt. Az álló motorú harckocsit (például lejtőn gurulás közben) irányítani lehetett ennek a féknek a működtetésével is.

### A torony

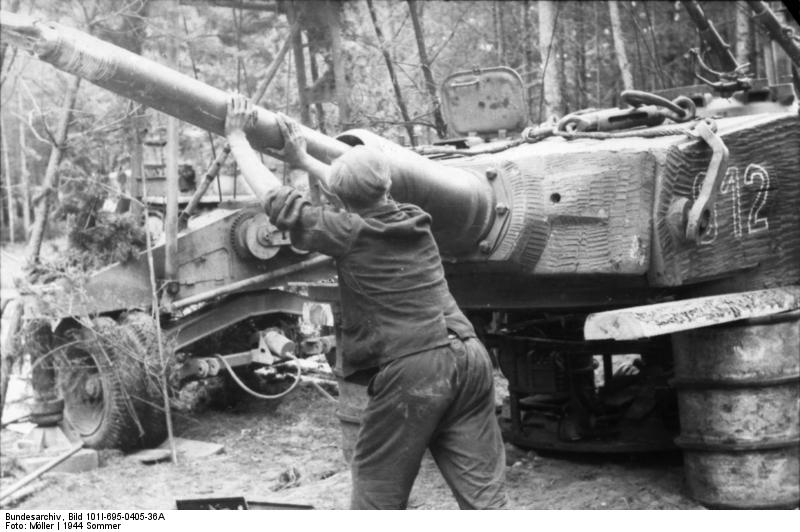
Tigris-torony szerelés közben (1944. június 21. keleti front

A torony belső átmérője 1,8 méter, belmagassága 1,55 méter, mely adatok a többi harckocsival összevetve nagynak mondhatók. Azonban a belső tér legnagyobb részét elfoglalta a lövegzár és a hátrasikló tér (maga a závárzat is majdnem elérte a hátsó falat), itt volt a toronyforgató motor és annak kézi hajtókarja, de még tartalék üzemanyag-kannák és tűzoltó-berendezés is volt, ezért a töltőkezelő nagyon szűk helyen mozoghatott.
A toronyban foglalt helyet az ötfős kezelőszemélyzetből három: a parancsnok, az irányzó-tüzér és a töltőkezelő. Mindhárman rendelkeztek megfigyelőnyílásokkal és periszkópokkal. A parancsnok külön megfigyelő- és irányzóperiszkópot is kapott.
A torony forgatása hidraulikus mechanizmussal történt, amelyet csak járó motor mellett lehetett üzemeltetni, mivel pumpája a váltóműből kapta energiáját. A motoros forgatás lassú volt, a harckocsi motorjának fordulatszámától függően 25–60 másodperc alatt fordította el 180°-ban a tornyot, alapjárati fordulatszámon 6°/s sebességgel. A 260 mm átmérőjű kézikerékkel 360 fordulatot kellett tenni ahhoz, hogy 180°-ban forduljon el a torony. Erre a nagy áttétel miatt volt szükség, hiszen maga a torony is több tonnát nyomott. A kézikerék viszont ezért nagyon lassú volt, 1-2°/s gyorsaságnál többre nem volt képes.
Az automata tűzoltó-berendezés bimetallos érzékelője 120 °C elérése esetén 3 liter szén-tetrakloridot fújt a küzdőtérbe négy fúvókán keresztül, majd 7 másodperc múlva megállította. Újabb túlmelegedés esetén a rendszer újra aktiválódott, és ötszöri befúvásra elegendő mennyiség állt rendelkezésre.
A torony szerkezetében nem, de apróbb jellemzőiben sokszor változott (lásd alább, a változatoknál). 1943-ig 6 darab ködvetőt szereltek a toronyra, ekkor ezeket lecserélték a légvédelmi célú géppuskára, amit később közelharcfegyverként alkalmaztak.
A torony egyik problémás pontja lett a pisztolynyílás helyén kialakított hátsó búvó- és lőszerrakodó nyílás, mivel azt belülről nem lehetett bezárni, nyitott állapotában viszont akadályozta a toronyforgatást.

### Fegyverzet

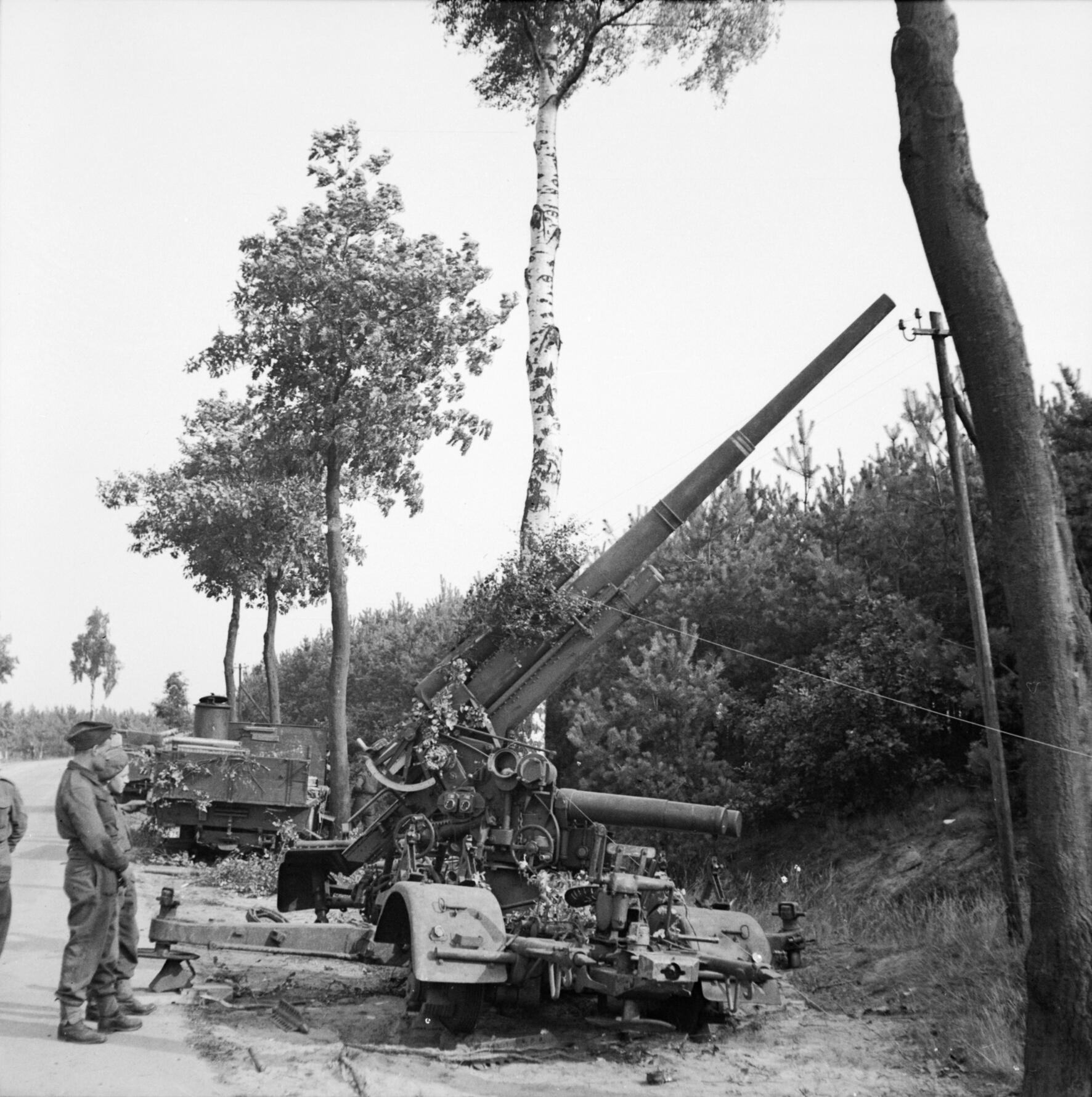
Az eredeti légvédelmi löveg

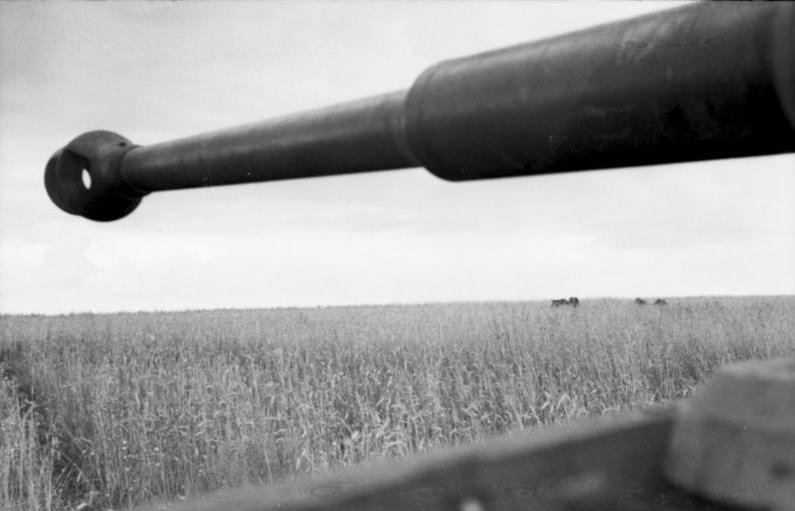
A löveg a Tigrisen csőszájfékkel

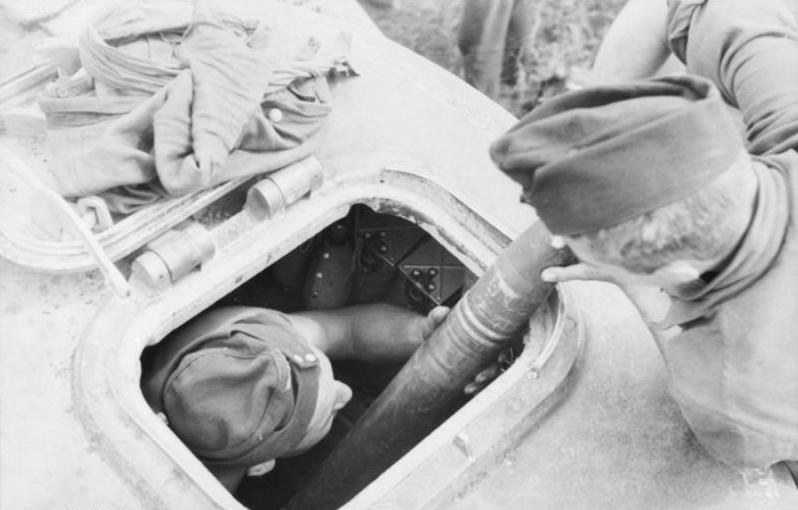
Lőszerrakodás (1943. június 21., a Zitadelle-hadművelet előtt)

#### A löveg
Fegyverzete tekintetében elsőként a KwK 36 típusú, L/56 űrmérethosszú, 8,8 cm-es löveg említendő, amelynek rombolóerejét elképesztőnek, brutálisnak nevezték. A 2000 méteren 110 mm páncélzatot leküzdő löveg egyrészről méltán vívott ki magának hírnevet, másrészről azonban voltak végzetes hiányosságai és hibái is.
A KwK 36 jelű löveget a német Krupp és a svéd Bofors cég együttműködése hozta létre 1936-ban, szerkezete és működési elve azonos a már létező 7,5 cm-es és 5 cm-es lövegekkel, csak méreteiben tér el. Légvédelmi célokra fejlesztették ki, de komoly hibája volt a lövegcső rövid élete, amelyet 300 lövésben határoztak meg. Amikor a Rheinmetall vette át a fejlesztést, kialakították a Flak 18/36 légvédelmi ágyút, amelyet később szerkezeti változtatás nélkül KwK 36 néven építettek a Tigrisbe. Az élettartamot a lövedék hajtógázainak módosításával és béléscsövezéssel megnövelték. A további kisebb módosítások – mint például a kétkamrás csőszájfék – azért kellettek, hogy a toronyba beépíthető, kisebb hátrasiklású löveget kapjanak. A maradék hátrasiklást olajtöltetű lengéscsillapítókkal semlegesítették. A csőszájfék önmagában 70%-kal csökkentette a hátrasiklás mértékét, ezenkívül a porfelverődés ellen is hasznos volt, ami egyébként nehezítette a célzást és hatástalanította az álcázást. Elektromos elsütőszerkezettel is ellátták, aminek következtében később a vontatott lövegek átépítésére is sor került, hogy az azonos űrméretű lövedékek harckocsiban és vontatott lövegben is felhasználhatók legyenek.
A lövegben a belső csőátmérő (8,8 cm) 56-szorosa a csőfurat hossza (csőszájfék nélkül) a torkolattól a zárszerkezetig, azaz (56×8,8 cm =) 4,928 méter. Ez az L/56 űrmérethossz.
A löveg kezelését kétcsöves, Turmzielfernrohr (TZF) 9b lövegirányzó könnyítette meg. A célzóberendezés magasan felülmúlta bármely más hadviselő fél harckocsijának irányzási lehetőségét, mozgó cél leküzdésére is alkalmassá tette a löveget és szinte hihetetlen pontosságot garantált. Gyakorlott tüzérrel, ellenőrzött körülmények között végeztek vizsgálatokat az angolok egy zsákmányolt Tigrisen, és azt jegyezték fel, hogy 1200 méteres távolságban öt egymást követő lövés egy 16×18 cm-es területen csapódott be. A tüzérek kiképzési követelménye szerint 1200 méterről első lövésre kellett eltalálni a célt, 2000 méteren belövés engedélyezett, amikor a célt negyedik lövésre kellett leküzdeni. Az 1200 méteren 20 km/h sebességgel mozgó célpontot legfeljebb a harmadik lövéssel, 30 másodpercen belül kell leküzdeni. Ezt a remek találati arányt a löveg az alacsony röppálya következtében érte el: viszonylag nagy tűréshatáron belül lehetett a távolságot becsülni, mert a lövedék nagy távolságon is kevés magasságot vesztett. (A lövegnek nagy volt a pásztázott lőtávolsága.)
A harckocsiban összesen 92 darab lőszer fért el, amelyből 64 darab a készültségi. Ezeket viszonylag könnyen lehetett elővenni (már amennyiben a szűk helyen a ~7–15 kg-os lőszerek emelgetése könnyűnek nevezhető). Azonban ebből is csak 20 darab volt közvetlenül elérhető a töltőkezelő számára. A többit mindenfelé elszórt tárolórekeszekben tartották, még a vezetőülés alatt (6 db) és a torony padlója alatt (6 db) is volt belőlük.

##### Rendszeresített lőszerei
| Név      | Típus                            | Tömeg   | Kezdősebesség | 100 m  | 500 m  | 1000 m | 1500 m | 2000 m |
| -------- | -------------------------------- | ------- | ------------- | ------ | ------ | ------ | ------ | ------ |
| PzGr 39  | páncéltörő gránát                | 10,2 kg | 773 m/s       | 120 mm | 110 mm | 100 mm | 91 mm  | 84 mm  |
| PzGr 40  | volfrám-magvas páncéltörő gránát | 7,3 kg  | 930 m/s       | 170 mm | 155 mm | 138 mm | 122 mm | 110 mm |
| Gr 39 HL | üreges páncéltörő                | 7,65 kg | 600 m/s       | 90 mm  | 90 mm  | 90 mm  | 90 mm  | 90 mm  |
| SprGr    | repeszgránát                     | 14,7 kg | 840 m/s       | 5 mm   | –      | –      | –      | -      |
| Smoke    | füstgránát                       | 14,7 kg | 762 m/s       | –      | –      | –      | –      | -      |

- Az adatok 30°-os becsapódási szög mellett értendők, a m/mm adatok a különböző távolságokon elért páncélátütő képességet jelentik. (Az értékeket érdemes összevetni a Párduc lövegének teljesítményével.)

A volfrám-karbid (vídia)-magvas páncéltörő lőszerből mindig kevés állt rendelkezésre, sok esetben ebből csak négy darabot engedélyeztek, és felhasználásuk csak a legnehezebben leküzdhető célok ellen volt megengedett. A maradék tárolóhelyet körülbelül fele-fele arányban töltötték fel PzGr 39 és SprGr gránátokkal. A harckocsik kezelőszemélyzete sokszor bővítette másodlagos kapacitásokkal a lőszerjavadalmazást, ezért előfordult olyan Tigris is, amelybe 120 darab lőszert tudtak bemálházni.

###### Pzgr 39

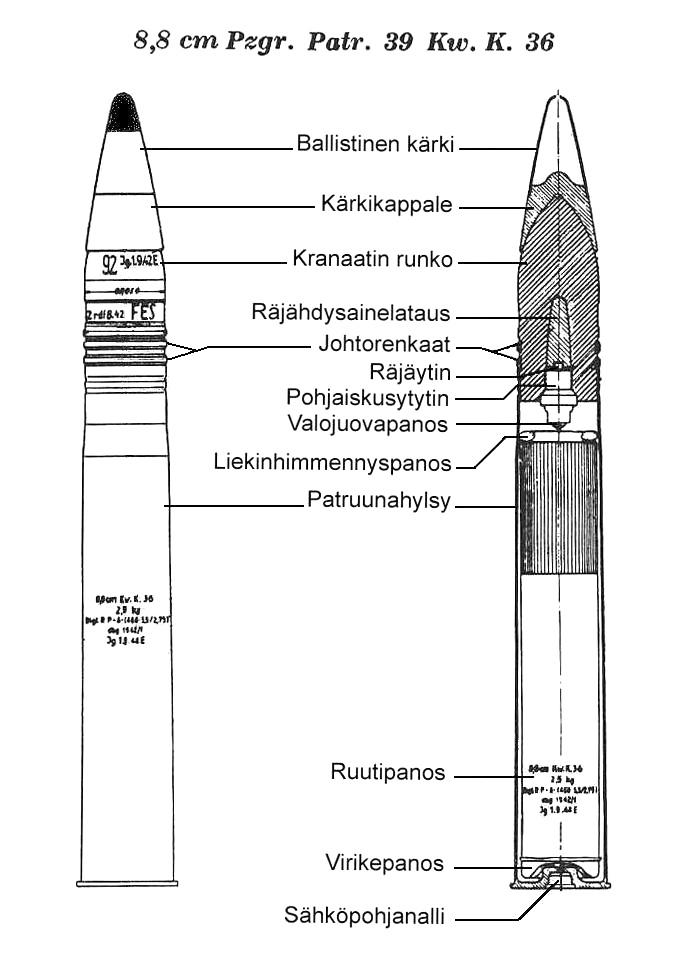
A 39 mintájú páncéltörő gránát szerkezete

Nyomjelzőgázzal ellátott sapkás páncéltörő gránát
Páncéltörő képesség (30°-os becsapódás esetén) és találati valószínűség a távolság függvényében
|        |                   | Találati valószínűség 2,5×2 m célfelületen | Találati valószínűség 2,5×2 m célfelületen |
| Lőtáv  | Áthatoló képesség | Gyakorlótéren                              | Harcban                                    |
| ------ | ----------------- | ------------------------------------------ | ------------------------------------------ |
| 100 m  | 120 mm            | 100%                                       | 100%                                       |
| 500 m  | 110 mm            | 100%                                       | 100%                                       |
| 1000 m | 99 mm             | 100%                                       | 93%                                        |
| 1500 m | 91 mm             | 98%                                        | 74%                                        |
| 2000 m | 83 mm             | 87%                                        | 50%                                        |
| 2500 m | n/a               | 71%                                        | 31%                                        |
| 3000 m | n/a               | 53%                                        | 19%                                        |

###### Pzgr 40
Volfrám-magvas páncéltörő gránát
Páncéltörő képesség (30°-os becsapódás esetén) és találati valószínűség a távolság függvényében
|        |                   | Találati valószínűség 2,5×2 m célfelületen | Találati valószínűség 2,5×2 m célfelületen |
| Lőtáv  | Áthatoló képesség | Gyakorlótéren                              | Harcban                                    |
| ------ | ----------------- | ------------------------------------------ | ------------------------------------------ |
| 100 m  | 171 mm            | 100%                                       | 100%                                       |
| 500 m  | 156 mm            | 100%                                       | 100%                                       |
| 1000 m | 138 mm            | 100%                                       | 93%                                        |
| 1500 m | 123 mm            | 97%                                        | 74%                                        |
| 2000 m | 110 mm            | 89%                                        | 47%                                        |
| 2500 m | n/a               | 78%                                        | 34%                                        |
| 3000 m | n/a               | 66%                                        | 25%                                        |

A páncéltörő lőszerekre adott adatok tényleges harckörülmények között lényegesen módosulhattak tapasztalt irányzótüzérek mellett. Példa erre Brödel SS-Obersturmführer 1944. augusztus 15-i és 17-i harctéri naplóbejegyzései: 15-én 2000 méteres távolságból kilőtt harckocsiról számolt be, 17-én egy 2600-2800 méterről kilőtt Shermanról, majd arcvonalszomszédja, Gasch Obersturmführer 3500 méteres találatáról.

###### Gr 39 HL
Nagy robbanóerejű, üreges páncéltörő gránát.
Páncéltörő képesség (30°-os becsapódás esetén) és találati valószínűség a távolság függvényében
|        |                  | Találati valószínűség 2,5×2 m célfelületen | Találati valószínűség 2,5×2 m célfelületen |
| Lőtáv  | Romboló képesség | Gyakorlótéren                              | Harcban                                    |
| ------ | ---------------- | ------------------------------------------ | ------------------------------------------ |
| 100 m  | 90 mm            | 100%                                       | 100%                                       |
| 500 m  | 90 mm            | 100%                                       | 98%                                        |
| 1000 m | 90 mm            | 94%                                        | 62%                                        |
| 1500 m | 90 mm            | 72%                                        | 34%                                        |
| 2000 m | 90 mm            | 52%                                        | 20%                                        |
| 2500 m | 90 mm            | n/a                                        | n/a                                        |
| 3000 m | 90 mm            | n/a                                        | n/a                                        |

##### A páncéltörő lőszerek tulajdonságai
A PzGr 39 és PzGr 40 típusú lőszerek tulajdonképpen csak a kinetikus energiájukkal romboltak, ezért hatásuk nagyban függött a távolságtól, a kilövési sebességtől és a lövedék tömegétől. A nagy kezdősebességű löveg és a 8,8 cm-es lövedék nagy mérete garantálta nagy hatásfokukat.
Az üreges páncéltörő lőszer (Gr 39 HL) teljesen más – a második világháborúban újnak számító – elven működik. Azt a felismerést használja ki, hogy a páncélra tapadó robbanóanyag akkor is pusztító hatású, ha nem töri át a páncélt. Ez esetben a páncéllemez belső felületéről hangsebesség feletti sebességgel leváló acélrepeszek végzik el a rombolást. Ezért az üreges páncéltörő hatékonysága nem függ a távolságtól, az indítási sebességtől és a csőátmérőtől. Az ebben a lőszerben alkalmazott robbanóanyag-mennyiség 90 mm-es páncélzaton még képes volt halálos repeszleválást előidézni. Működési elve: a kúpban elhelyezett plasztik-jellegű robbanóanyag mögött üreg helyezkedik el, így a becsapódáskor a robbanóanyag gyakorlatilag felkenődik a páncélra, majd az összerogyó üreg mögött érkező gyutacs beindítja a robbanást.

##### A löveg hátrányai

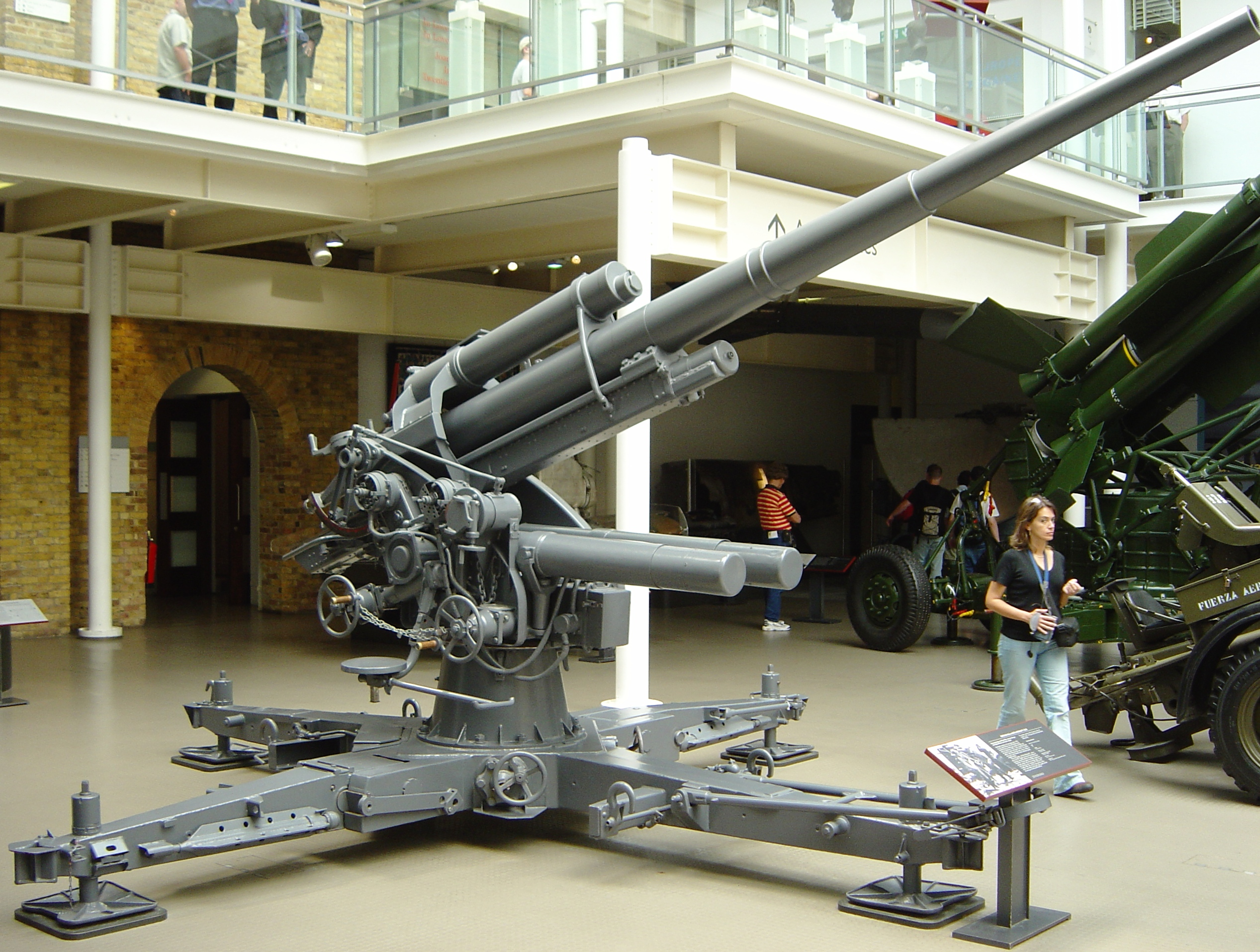
Az eredeti Flak 18-as löveg

A Flak 18-as légvédelmi löveg csöve igen kis élettartamú volt (3–500 lövés), amit a töltet változtatásával 3000 lövésre emeltek fel. A lövegnek azonban 15/min tűzgyorsasága volt, így könnyen kiszámolható módon a 3000 lövés sem túl hosszú élettartam. A Rheinmetall cég ezt a problémát egy béléscsővel oldotta meg, amelynek cseréje könnyebb és olcsóbb volt, mint a teljes csőé.
A nagy tömegű gránátok elhelyezése gondot okozott, ezért a legtöbb lőszerhez nehéz volt hozzáférni, ráadásul a nehéz lőszer töltése miatt a töltési idő legkevesebb 6,4 másodperc volt.
Leküzdhetetlen hátrány volt azonban magának a lövegnek nagy tömege. Míg a Párducban alkalmazott 7,5 cm-es KwK 42-es a teljes lőszerkészletével és a lövegpajzzsal együtt sem nyomott többet 3 tonnánál, addig a KwK 36-os önmagában 5 tonna feletti volt. A Párduc féltonnás teljes lőszerkészletéhez képest a 88-as lövedékek a teljes málhában további egy tonnát nyomtak. Ehhez erősebb és nagyobb torony kellett, amihez erősebb alváz és nagyobb motor – összességében ez a löveg a tömegével határozta meg a Tigris legfőbb jellemzőit.

#### Másodlagos fegyverzet és közelharci (önvédelmi) fegyverzet
A másodlagos fegyverzetet két darab MG 34 típusú, Mauser-Rheinmetall fejlesztésű, 7,92 mm kaliberű géppuska alkotta. Ezekből az egyik a löveggel párhuzamosított és a tüzér kezelte, a másik független, a rádiós homloklemezénél került beszerelésre. Mindkét géppuskát átalakították táras változatból hevederesre. Összesen 34 hevedert, vagyis 5400 darab lőszert tárolhattak.
További technikai változtatás volt a toronygéppuskán a pedálos elsütőszerkezet. A későbbi típusoknál egy további géppuska felhelyezésére alkalmas állványt és keretet építettek a torony parancsnoki búvónyílásának peremére. Ezt eredetileg légvédelmi célokra szánták, amely feladatot azonban nem tudta ellátni. A külső géppuskát a továbbiakban ugyanúgy élőerő és gyengén páncélozott földi célpontok leküzdésére alkalmazták, mint a másik kettőt.
A személyzet önvédelmi fegyverzete – hely hiányában – csak pisztolyokra korlátozódott, illetve legfeljebb egy darab géppisztoly elhelyezésére volt mód.

## Harctéri alkalmazása

### Üzemeltető alakulatok
A harckocsitípust összesen tizenkét német nehézpáncélos osztály alkalmazta. A Wehrmacht szárazföldi páncélos alakulatai közül a Heer alkalmazta:
- 501. nehézpáncélos osztály (schwere Panzer-Abteilung 501; 1944. december 21-től schwere Panzer-Abteilung 424)
- 502. nehézpáncélos osztály (schwere Panzer-Abteilung 502; 1945. január 5-től schwere Panzer-Abteilung 511)
- 503. nehézpáncélos osztály (schwere Panzer-Abteilung 503; 1944. december 21-től schwere Panzer-Abteilung „Feldherrnhalle“)
- 504. nehézpáncélos osztály (schwere Panzer-Abteilung 504)
- 505. nehézpáncélos osztály (schwere Panzer-Abteilung 505)
- 506. nehézpáncélos osztály (schwere Panzer-Abteilung 506)
- 507. nehézpáncélos osztály (schwere Panzer-Abteilung 507)
- 508. nehézpáncélos osztály (schwere Panzer-Abteilung 508)
- 509. nehézpáncélos osztály (schwere Panzer-Abteilung 509)

Továbbá a Großdeutschland hadosztály 1943-ban, ekkor még ezredméretűként kapott egy századnyi járművet (III./Panzer-Regiment Grossdeutschland), amit még ezen a nyáron osztályméretűvé bővítettek. Néhányuk fel lett szerelve a Pz.Abt. (Fkl) 301 jelzésű rádiótávirányító rendszerrel, amely a Goliath önjáró lánctalpas aknát vezérelte. A Heer alakulatain kívül a Waffen-SS páncélos csapatai is alkalmazták a típust:
- schwere SS-Panzer-Abteilung 101
- schwere SS-Panzer-Abteilung 102
- schwere SS-Panzer-Abteilung 103

Ezek az osztályok a Leibstandarte, Das Reich és a Totenkopf SS-hadosztályok századaiból álltak, valamint az SS-Panzerkorps I, II és III hadtestcsapataiba lettek rendelve. 1944 végén az 501., 502. és 503. osztályokat átszervezték és átnevezték, nehézpáncélos SS-osztályokká alakították őket, a Heer alakulatok pedig más megnevezés mellett működtek tovább.
A német csapatokon kívül még a Magyar Királyi Honvédség páncélosalakulatai is üzemeltették egy rövid ideig, 1944 tavaszán a Kárpátok előterében, védelmi feladatkörben. A típusra átképzett magyar harckocsizók eredményesen alkalmaztak 10-12 darabot, azonban a sorozatos műszaki gondok és az üzemanyaghiány miatt csak 3 darabot adtak vissza a német csapatoknak.

### Harcászati szabályzat
A Tigris harckocsi rendszerbe állításával új típusú harcászati szabályzatok jelentek meg, jórészt a harci tapasztalatok alapján, részben azonban a tudott és ismert fogyatékosságok és a jármű nagy értéke miatt.
A Tigrisekkel ellátott egységek teljesen önálló nehézpáncélos-századokat alkottak (Schwere Panzerkompanien). Egy század két szakaszból (Zug) állt, egy szakasz két rajba szervezett négy harckocsiból, vagyis a parancsnokival együtt kilenc harckocsi alkotott egy századot. A század állományában általában 50% részesedésű a Tigris, a maradék 50%-ot közepes harckocsik (Pz III és Pz IV) vagy páncélvadászok (StuG III, StuG IV, Nashorn) alkották, amelyek feladata a támogatás volt, és a Tigrisek kímélése végett elsőként ők bocsátkoztak harcba. 1942. február 16-án állt fel az első nehézpáncélos század, az 501-es, 1942 novemberétől a Waffen-SS kötelékeit is felszerelték ezekkel a harcjárművekkel. Két századnyi, 18–20 harckocsi alkotott egy zászlóaljat, vagyis ezredet. Összesen 11 nehézpáncélos zászlóaljat hoztak létre 501. és 510. közti számozással, a későbbiekben az 501-est 424-re, az 502-est pedig 511-re számozták át.
1943. májusában a 9 harckocsis századokat 14 darabosra bővítették. Ekkorra a zászlóalj létszámát is 20-ról 59 darabra bővítették. Május 20-án kiadták a zászlóaljparancsnokok és valamennyi Tigrist kezelő személyzet részére szóló 47a/29 és 30 számú harcászati szabályzatot (Merkblatten), amely rögzítette a Tigrisek végrehajtható harci feladatait, a páncélos rendeltetését és alkalmazási feltételeit, követelményeit. Gyakorlatilag az összes Pz III harckocsit kivonták a páncélos zászlóaljak kötelékéből, és mindet a Tigrisek védelmére rendelték. 1944-ben már több olyan Waffen-SS alakulat létezett, ahol az öt harckocsiból álló Zug csak egyetlen közepes harckocsit számlált, a többi Tigris volt (például Michael Wittmann századában).
| „                                  | A Tigris-zászlóalj erős, meghatározó egységnek számít… Ereje a koncentrált, kíméletlen támadásban rejlik. | ” |
| – Merkblatten, 47A/30 (szabályzat) | |   |

Első-csapásmérő, áttörő feladatkört szabtak meg számára a nagy tűzerő és az erős védelem miatt, amely utat nyitott a közepes páncélosok és a gyalogság számára. A főfegyverzetet csak páncélozott célok, bunkerek, páncéltörő lövegek és tüzérség ellen használhatta, és a szabályzat éppígy előírta a másodlagos fegyverzet használatának feltételeit is. A zászlóaljparancsnokok számára úgy rendelkezett, hogy Pz VI harckocsikat csakis és kizárólag olyan célpontok ellen lehet harcba küldeni, amelyek más eszközökkel nem küzdhetők le. Haladási útvonalán mindig részletes felderítést kellett végezni, nemcsak az ellenséges tevékenység miatt, hanem az elakadás megelőzésére is, és elakadás vagy harc esetén minden más egységnek elsődleges kötelessége volt a Tigris segítségére sietni. Az ellenséges harckocsik megsemmisítése minden tekintetben prioritást élvezett.
A Tigris nagy karbantartás-igényű volt, ezért a Merkblatten külön rendelkezik arról is, hogy az indulást követő 5 km megtétele után, majd minden 15 km megtétele után ismételten meg kell állni, és a páncélost átvizsgálni. A maximális 37 km/h sebességüket gyakorlatilag csak harc közben érhették el, mert a szabályzat szerint napi menetben sosem szabad 15 km/h sebesség fölé gyorsítani.
A szabályzat a páncélostisztek körében erős vitát váltott ki, de a főparancsnokság tartotta magát hozzá. Heinz Guderian például a Tigriseket harctéri garanciának tekintette, és minden szükségtelen veszteségtől óvta, hogy a kellő pillanatban tudja harcba küldeni őket. Más tisztek szerint minden támadásnál összepontosítottan az első vonalban kellett volna haladniuk. Erre azonban gyakorlatilag sosem volt mód. A nehézpáncélos ezredek állománytáblái alapján ha az összes teljesen fel lett volna töltve, 700 darab Tigris lett volna a fronton. Ez sosem teljesült.

#### AMerkblattennéhány érdekes pontja

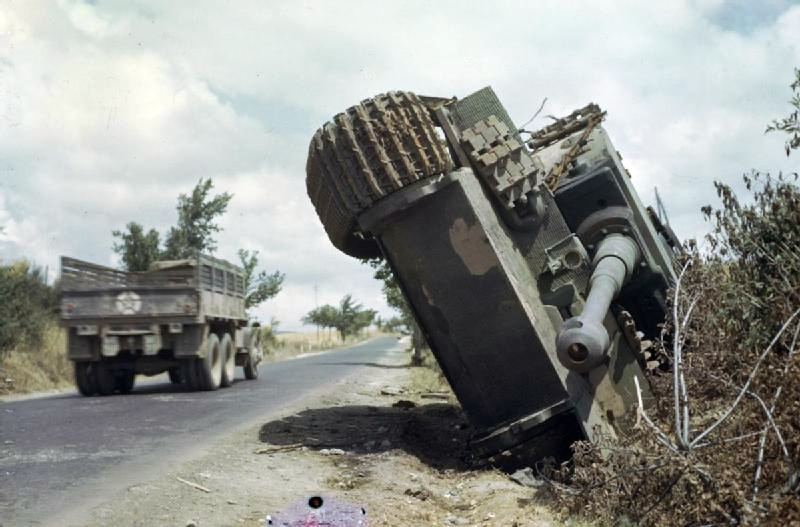
Olaszországban kilőtt Tigris. A színes fénykép 1944-ben készült.

- 9000 méteres távolságig lehet tüzet nyitni tüzérségi távmérő alkalmazásával.
- Tömeges célok vagy nagyméretű páncélozatlan célok ellen 5000 m-ről lehet tüzelni.
- A löveggel csak álló helyzetben lehet lőni.
- Csak azt lehet tüzelőállásnak nevezni, ha a harckocsi homloklemeze szemben áll a célponttal.
- A lövedék alacsony röppályája miatt különösen ügyelni kell a saját csapatok feletti tüzeléskor.
- A homlokgéppuskával 200 méterig, a toronygéppuskával 400 méterig érdemes tüzelni, tömeges célpont esetén 800 méterig.

#### A Tigris-zászlóalj felépítése aMerkblatten-ben
- Zászlóaljtörzs (Abteilungstab)
- Törzsszázad (Stabskompanie)
  - Híradószakasz (Nachrichtenzeug)
  - Páncélos felderítő-szakasz (Gepanzerte Aufklärungszug)
  - Felderítő szakasz (Erkundungszug)
  - Műszaki szakasz (Pionierzug)
  - Légvédelmi szakasz (Fliegerabwehrzug)
- 3 nehézpáncélos század (Schwere Panzerkompanien)
- Páncélos műhelyszázad (Panzer-Werkstatt-Kompanie)

### Fontos bevetések
1942. augusztus 29-én érkezett meg az első négy darab Tigris az 502. nehézpáncélos zászlóalj 1. századához Leningrád térségébe. Egészen szeptember 16-ig tartott, amíg a két (szállítás alatt és közvetlenül utána) meghibásodott példányt kijavították. Az első bevetésen semmilyen esemény nem történt. A második bevetésen azonban az egyik Tigris belső tere kigyulladt és kiégett, és ezt végül 1943. január 17-én, a visszavonulás előtt robbantották fel. Az első két bevetés tapasztalata: a szovjetek semmilyen eszközzel nem tudtak kárt okozni a Tigrisekben, de a nagy fajlagos talajnyomás miatt a laza talajban könnyen elakadt, és a gyenge erőátviteli rendszer miatt a műszaki hibák gyakoriak voltak.
Leningrádnál a korai Tigrisek egy másik példánya úgy ragadt bele a mocsárba, hogy a szovjetek elvontathatták. Átvizsgálásából levonták a konzekvenciákat, és a KV- és T-sorozat páncélosait sürgősen 85 mm-es lövegekkel látták el. (Ezek a KV–85 és T–34/85 típusú harckocsik.) A SzU és ISzU páncélvadászok fejlesztésében a 122 mm-es és 152 mm-es páncéltörő lövegek alkalmazásáig jutottak el. Ez a körülmény a kurszki offenzíva idején jelentkezett a németek számára rendkívül hátrányos formában: a szovjetek felkészültek a tömegesen bevetett Tigrisekre.
A Tigrisek igazi debütálása 1943 tavaszán, a kurszki offenzívában volt. A német oldalon részt vevő 1700 darab harckocsiból 133 darab volt a Pz VI-os, majd a harmadik napon egy századnyi (14 darab) és később még öt érkezett, vagyis a német hadsereg részére ekkor összesen rendelkezésre álló 310 darab Tigris majdnem fele részt vett a kurszki csatában. A Tigrisek és a Ferdinánd páncélvadászok rengeteg szovjet páncélost semmisítettek meg, ugyanakkor a kiterjedt aknamező nagy veszteségeket okozott német oldalon is. A 204-es magaslatért folytatott küzdelemben közel 1200 harckocsi vett részt (háromnegyedük szovjet), és a Tigrisek nagy veszteségeket szenvedtek. A déli szárnyon rohamozó Grossdeutschland hadosztály páncélosai aknamezőre futottak, így harci cselekmények nélkül semmisült meg a bevetett 200 harckocsiból az első napon mindjárt 160 darab, majd a második napon további 28. A Leibstandarte Adolf Hitler hadosztály az első két napon 10%-os veszteséget szenvedett. A Tigrisek összes vesztesége a hadműveletben 13 példány volt.
Ekkor tűnt ki a harckocsizók közül a legnagyobb ász. Michael Wittmann SS-Untersturmführer, aki már a csata első napján hét darab T–34-est és 29 páncéltörő löveget semmisített meg.
A másik kimagasló teljesítményt is Tigris páncélos nyújtotta: 1943. július 5-én Prohorovka mellett Franz Staudegger egy 60 darabot számláló, ellenlökést végrehajtó T–34-es alakulatba futott. Egyedül vette fel a harcot velük, és 22 darab T–34-es megsemmisítése után a szovjetek elvonultak. Staudegger ezzel egymaga állította meg a szovjet ellencsapást.
Észak-Afrikában 1942. októberétől volt jelen a típus, de 1943. januárjáig az Afrika Korps nagyjából egy tucattal bírt. Ekkor megérkezett az 501. nehézpáncélos zászlóalj 2. százada, amely egyszerre majdnem megduplázta a Tigrisek számát. A brit csapatok 1943. februárjában, a tunéziai Pont du Fahs közelében találkoztak először Tigrissel, és 6 fontos lövegeikkel mindjárt mozgásképtelenné tettek kettőt (mind a két jelen lévőt, igaz ezt csak 200 méterről sikerült). Az angolok harckocsijai az M4 Sherman feltűnéséig jóval alulmúlták még a Pz III-as típust is – leszámítva a kis számú M3 Lee-t –, ezért páncéloscsatákról nem lehetett beszélni. A Sherman is csak azért jelentett változást, mert egyszerű és olcsó gyártása révén a nagy veszteségeket gyorsan pótolni lehetett. A Sherman számosságával egyenlítette ki a Tigrist.
Az első nagyobb harckocsiütközet 1943. február 14-én, Sidi Bou Zid közelében zajlott, ahol 11 darab Tigris vette fel a harcot 50 darab M4 Sherman harckocsival. Ebből a mennyiségből a németek 44-et megsemmisítettek saját veszteség nélkül. A művelet második napján további 46 darab M4 Sherman és M3 Lee veszett el. A továbbiakban az angolok és az amerikaiak kerülték a nyílt csatát, a Tigriseket szinte kizárólag tüzérségi tűzzel és repülőkkel támadták. 1944 második felétől az alacsonytámadó vadászbombázók fejlesztésével lehetőség nyílt a Tigrisek hatékony pusztítására, amit a gyenge felső páncélzat is elősegített. Ez időben a Hawker Tempest és a Hawker Typhoon típusú repülőgépek már rakétafegyvereket hordoztak, de a bombákat és géppuskákat alkalmazó P–47 Thunderbolt és P–51 Mustang, emellett a szovjet csatarepülők közül az Il–2 és az Il–10 is alkalmas volt a feladatra. A repülők okozta veszteségek miatt a harckocsi toronytető páncélzatát 40–45 mm-esre növelték, de a motortér 20 mm-es páncélzatát sosem erősítették meg.
A Tigrisek soha, egyetlen csatát sem döntöttek el. Tűzerőben és védettségben a háború végéig előnyben voltak a szövetséges harcjárművekkel szemben, de kis számuk miatt nem gyakoroltak döntő befolyást a háború menetére. Mindemellett a szövetségesek számára a legkomolyabb kihívást a Tigris harckocsik megsemmisítése jelentette.

## Változatai
A Tiger I harckocsiból olyan kevés készült, hogy állandó hiány volt belőle. Ezért átalakítását csak kilőtt vagy sérült harckocsikon végezték el. Valódi változatai (Tiger I alvázra épített egyéb jármű) csekély számúak, az egész háború során összesen 18 darab alvázat alakítottak át más fegyver hordozására. Ezek mindegyike a Sturmmörser volt (Sturmpanzer VI Sturmtiger). A Tiger I egyik változata a Tiger B (vagy Tiger II) és ennek további alváltozatait is kialakították.

### VK4501 (P)

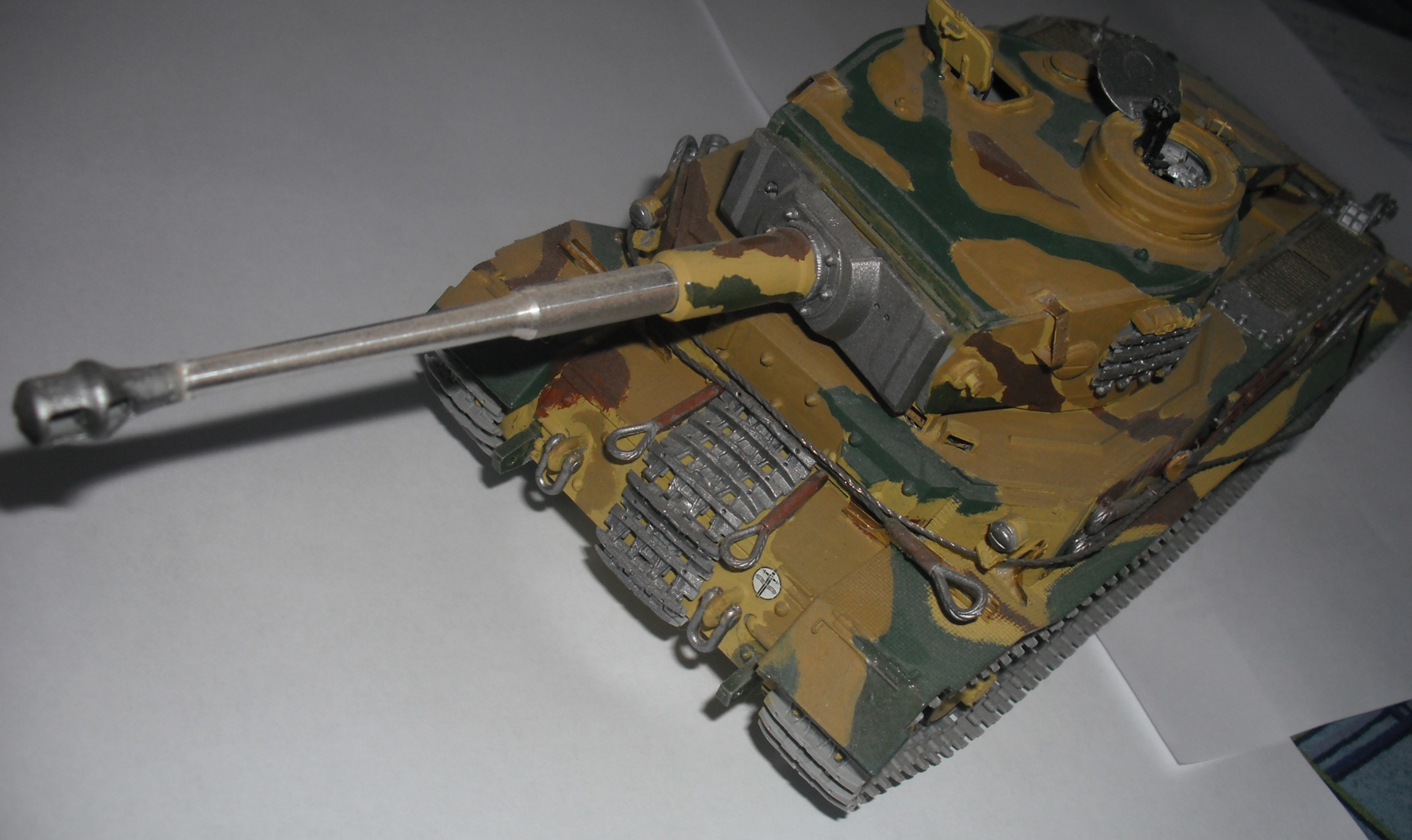
A Porsche-Tigris makettje

A VK4501 (P) olyan lánctalpas járművet jelent, amelyet a Porsche cég tervezett, 45 tonna tömegű és az első számú prototípus. Fejlesztése a VK3001 (P)-ből indult, amelyet a VK6501 miatt állítottak le.
A típus a Porsche cégnél készült, még az eredeti pályázati kiírás feltételei szerint, amelyben 30 tonnás közepes harckocsi kialakítását írták elő. A kisebb méretű harckocsit az eredetileg tervezett benzin-elektromos hibrid helyett Diesel-motor hajtotta, futóművét a szovjet T–34-es mintájára alakították ki. Jó teljesítményű futóműve és kis tömege miatt jó konstrukció volt, de a Tigris elfogadott Henschel-változata mellett nem kapott bizalmat. Miután a Henschel nyerte el a gyártás jogát, a Porsche-féle Tigrisből 92 darabot rendeltek, és két példányt a Henschel-féle Tigrishez készített Krupp-toronnyal láttak el. A többiből a Ferdinánd páncélvadászt alakították ki.

### ausf A
Az irodalomban némi keveredés van a típus megnevezése körül. Az első verzió típusjelzését szokták ausf A névvel jelölni, valójában annak nem volt ausf-jelzése (ausführung = változat), csak Panzerkampfwagen VI volt a neve. A Tiger II (vagy Königstiger) néven nevezett Panzerkampfwagen VI ausf B változat rendszerbeállításával egyidejűleg kezdték a Tiger I-et Pz VI ausf A-nak nevezni, majd a később rendszeresített változtatásokkal a Tiger I a Pz VI ausf H/E jelzetet kapta. Vagyis az ausf A megnevezés helyett helyesebb volna a Pz VI/A ausf H/E-t használni.
Felismerhető jellegzetessége, hogy az irányzó-tüzér kémlelőnyílása kétlyukú, a tornyon hátul nincs búvónyílás, helyette az úgynevezett pisztolynyílás van, amelyből a kezelők önvédelmi fegyvereikkel (pisztolyokkal) tüzelhettek. A legkorábbi példányokon még két fényszóró látható, de ezt még az ausf A variáns gyártásának idején elhagyták, és csak egy, középső elhelyezésű fényszórót hagytak meg.

### ausf H és E
A Panzerkampfwagen VI ausf H(E) változatot 1943 közepétől gyártották, a módosítások a harctéri tapasztalatok és a kezelőszemélyzet igényei szerinti kisebb-nagyobb változások. Az irányzó-tüzér figyelőnyílása egylyukú lett, a pisztolynyílás helyett újabb búvónyílást vágtak a toronyba, melyen keresztül a lőszer berakodása is egyszerűbb lett. Átépítették a kipufogó rendszert, és új légszűrőket kapott. A parancsnoki kupolát a Párduchoz kifejlesztett alacsonyabb, de mégis jobb kilátást nyújtó kupolájára cserélték le. A toronytető a repülőgép-támadások elhárítása érdekében vastagabb páncélzatot kapott, 40–45 mm-es páncéllemezekkel borították be. A homloklemez is 110 mm vastagságról 120 mm-re változott. 1943 szeptemberétől egységesen bevezették a zimmerit paszta használatát, és egészen 1944 teléig alkalmazták.

### Ferdinánd

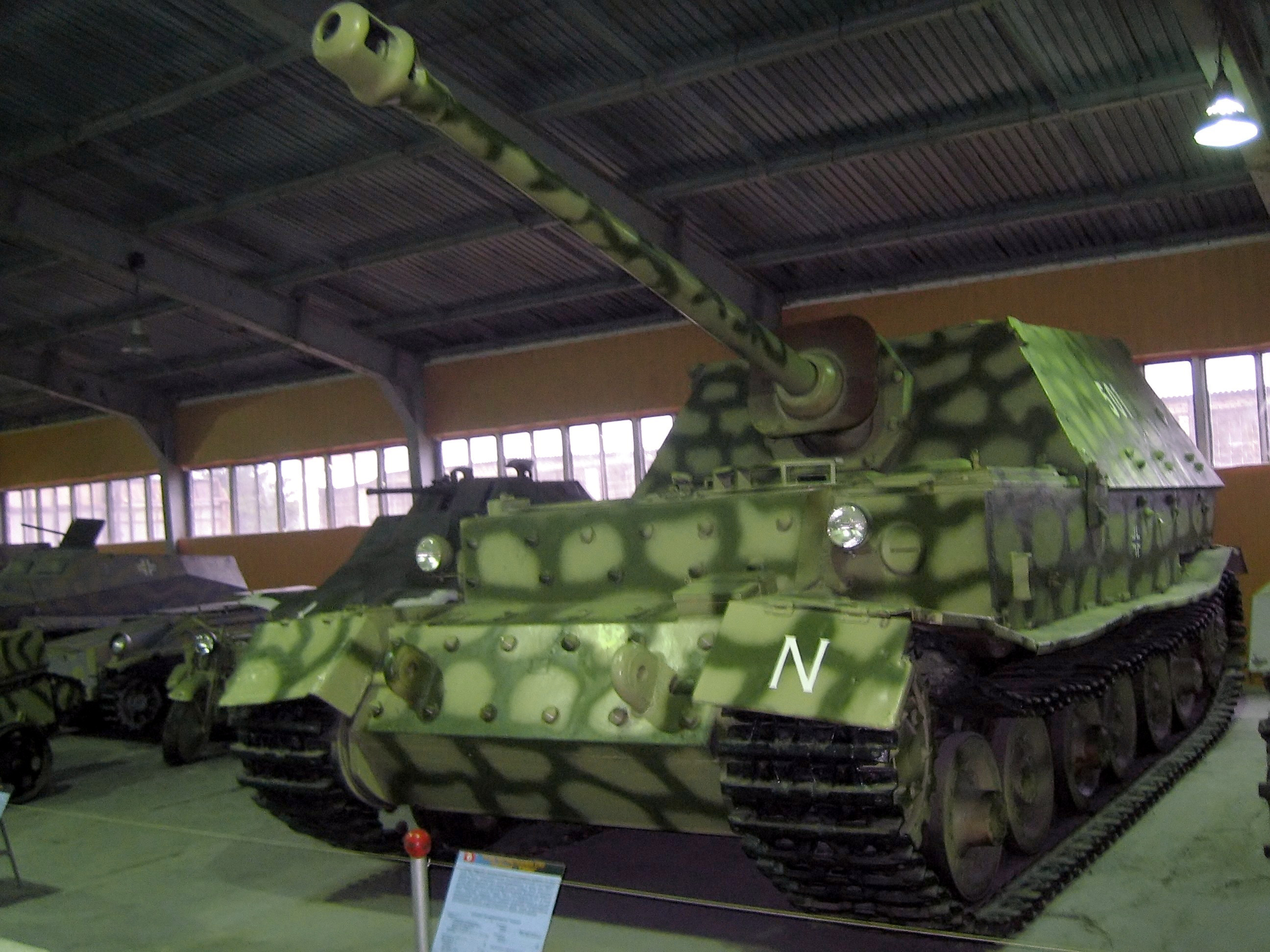
Ferdinand páncélvadász a kubinkai múzeumban. Jól látható, hogy a homloklemez homogén, zárt, nincsen közelharcfegyverzet.

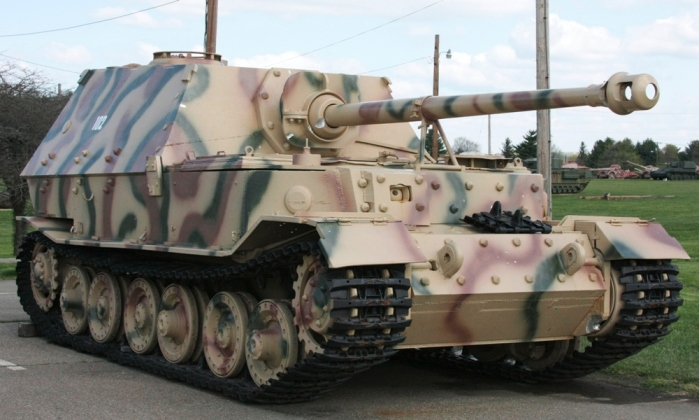
Elefant páncélvadász az aberdeeni múzeumban, jól látható az utólag kiképzett géppuska-nyílás

A Ferdinánd rohamlöveget a VK4501 (P) konstrukció alapján megrendelt 92 darab Porsche-alvázból 90 darabra építették. A Porsche cég nem készült el a toronnyal határidőre, ezért nem kaphattak megbízást a saját tervezésű Tigris sorozatgyártására. Az OKH azonban az elkészült alvázat hasznosíthatónak ítélte meg, és a Krupp-torony próbájának kudarca után a páncélvadász-változat mellett döntöttek.
A rohamlövegbe a rendszeresített Tigrisnél is hatékonyabb löveget építettek, a PaK (Panzerabwehrkanone = páncélelhárító ágyú) 43/2 típusú, L/71 űrmérethosszú, 8,8 cm-est. A fegyver hatékonysága nagyrészt abban rejlett, hogy a nagyobb csőhosszon nagyobb kezdősebességet, ezért nagyobb kinetikus energiát kaphatott a lövedék. Ez nagyjából ugyanaz a fegyver, mint amit KwK 43 néven a Pz VI ausf B harckocsiba építettek, páncéltörő képessége alig volt kisebb. A fegyvert a szokásostól eltérő módon dobozszerű, minden oldalról zárt felépítményben helyezték el, mely erős (80–100 mm-es) páncéllemezekből állt.
Az erős védelem és hatékony fegyver miatt nagy reményeket fűztek alkalmazásához, de nem vált be. A 45 tonnásra tervezett jármű a nehéz fegyverrel és felépítménnyel végül 65 tonnás lett, amely már túl sok volt az eredendően jó konstrukciójú futóműnek. Mégis a legnagyobb hibája az volt, hogy a Porsche cég a páncéltesten nem tervezett géppuskát, a torony elhagyásával a járműnek egyáltalán nem maradt közelharc-fegyverzete. Ezért a 90 példányból 42 néhány hónapon belül ellenséges gyalogság támadásának esett áldozatul.

### Elefánt
A háború során 48 példány Elefánt típusú páncélvadászt alakítottak ki, ennyi volt az összes megmaradt Ferdinándok száma. A harcjármű semmi másban nem tér el a Ferdinándtól, mint hogy a rádiós lövész helyén (ahol a Tiger I-ben is volt) géppuska-állást alakítottak ki. Az Elefántok nyílt színi ütközetekben már megállták a helyüket, legtöbbjük utcai harcok során veszett el.

### Királytigris
A Királytigris tervezése gyakorlatilag a Tiger I rendszerbeállításával egy időben megkezdődött. Számos ponton érintkezik a konstrukciójuk, és bár külalakra a Párduchoz hasonlít, mégis a Tigris rokona. A német hadsereg nem is tekintette önálló típusnak, a Panzerkampfwagen VI ausf B típusjellel látta el, ezért inkább tekintendő a Pz VI (közkeletű nevén Tiger I, később Pz VI ausf A) egy változatának, mint önálló fejlesztésnek.
Futóműve gyakorlatilag megegyezik a Tiger I-gyel, egy tengellyel hosszabb. Páncélzata erősebb és döntött, lövege nagyobb hatékonyságú.

### Vadásztigris

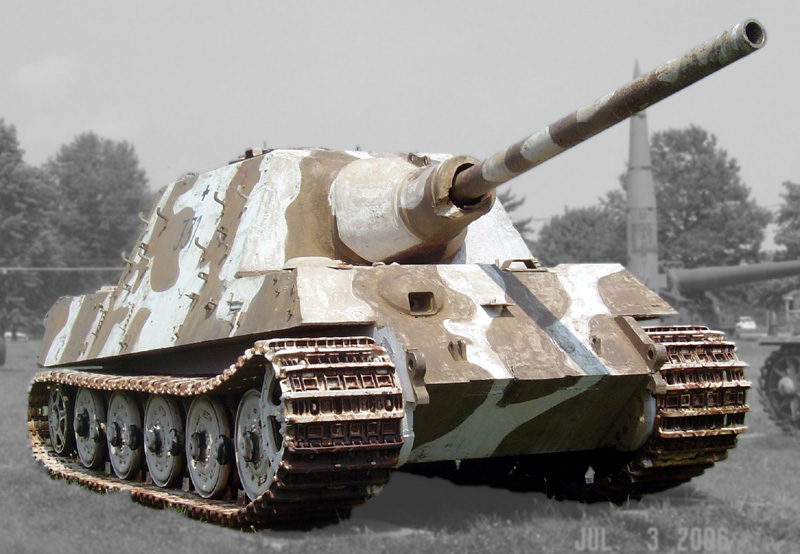
Jagdtiger az Aberdeeni Lőtéren

A Jagdpanzer VI Jagdtiger a Tigris B változatának páncélvadász átalakítása. Erősen páncélozott, 250–150 mm-es páncéllemezekből áll a merev felépítmény. Fegyverzete a rendelkezésre álló legerősebb páncéltörő ágyú, a PaK 44 12,8 cm-es, L/55 űrmérethosszú löveg, amelynek páncélátütő képessége 2000 méteren 210 mm volt.
Erős páncélzata, nehéz lövege miatt mozgékonysága erősen redukálódott: beásva, védekező harcban jól teljesített, de páncélosütközetekben nem vehetett részt, mert nem követhette sem az ellenséges harckocsikat, sem a saját egységeket.

### Bergepanzer Tiger P

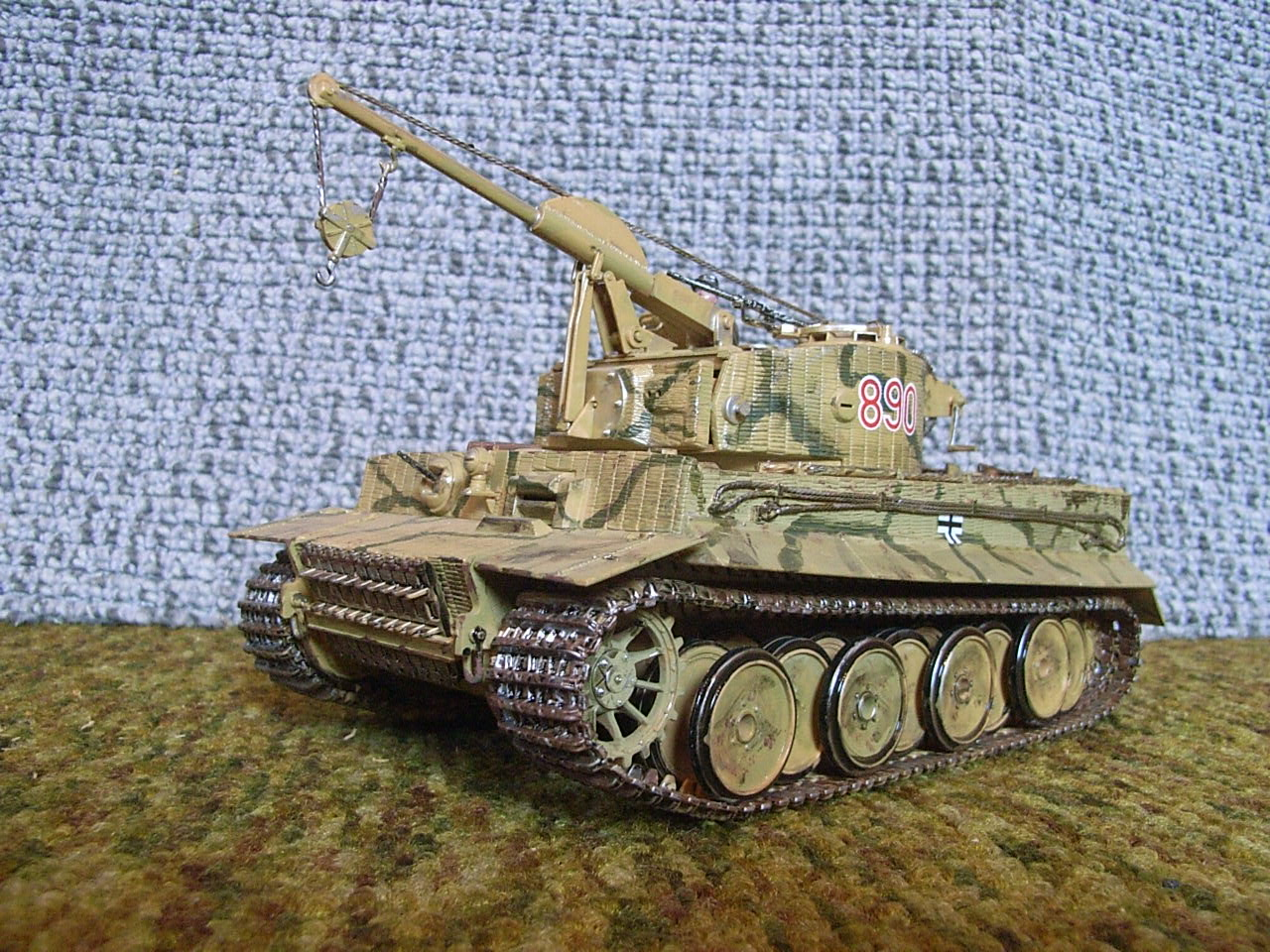
Bergetiger modell

Nem önálló változat, a VK4501 (P) és VK4502 (P) torony nélküli alvázat (miután a Krupp-toronnyal kipróbálták) műszaki mentővé alakítottak át, később még egyet a használhatatlan Elefántok közül. Fegyverzet és felépítmény nélkül, jelentős mértékben csökkentett tömeggel alkalmas volt vontatásra.
Műszaki mentésre a Tigris alapváltozatából is átalakítottak néhány példányt, ez volt a Bergetiger. Erre azonban ritkán került sor, mert a használható alvázakat inkább harcra alakították át.

### Geschützwagen Tiger
1942. május 6-án a Krupp Művek benyújtotta javaslatát egy nehéz önjáró lövegre, ami a Tiger II alvázára épült volna.

### Sturmpanzer VI Sturmtiger

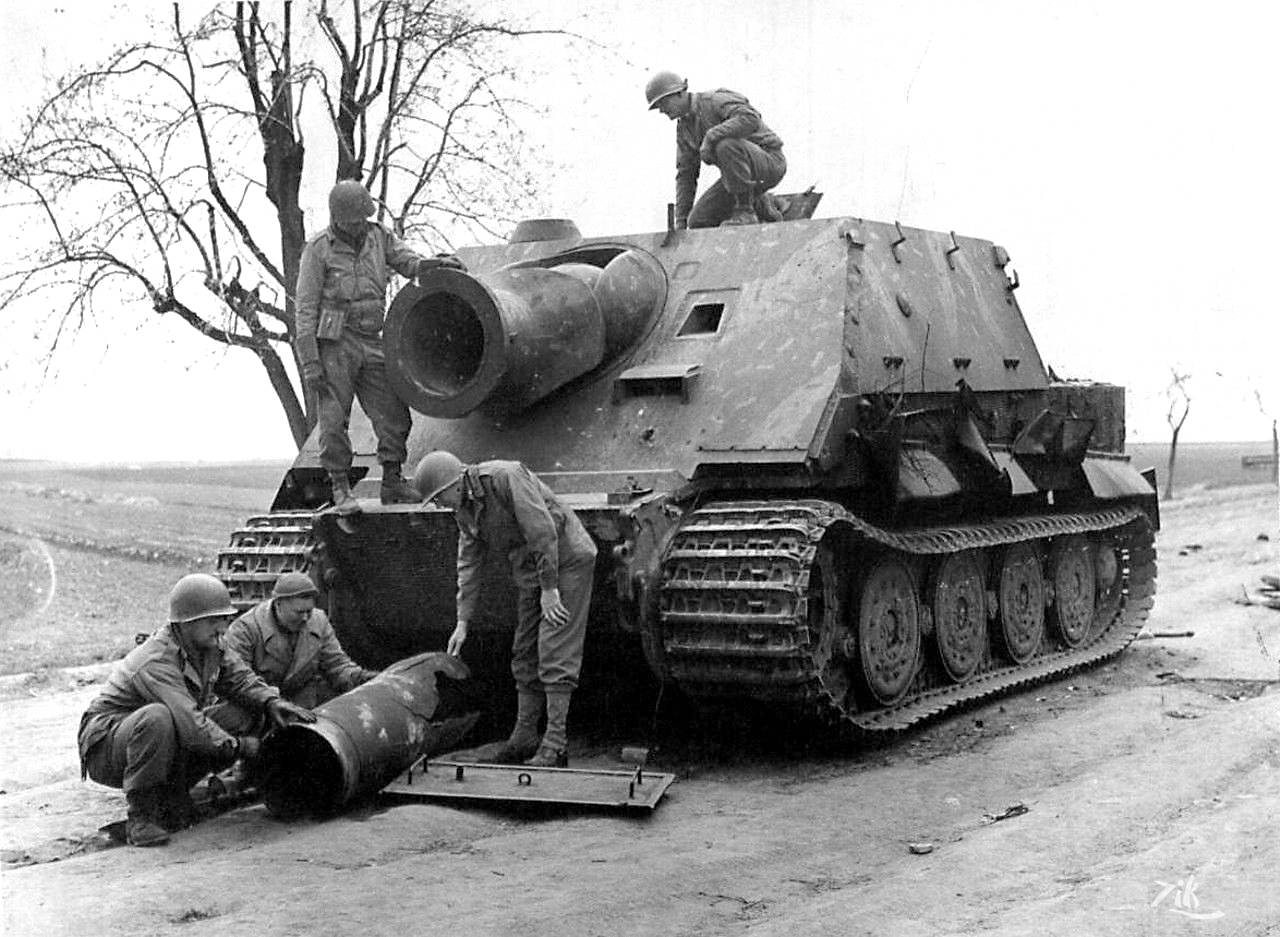
A Tigris rohamlöveg változata: Sturmpanzer VI Sturmtiger (1945. áprilisában amerikai katonák vizsgálják)

A „Rohamtigris” (Sturmmörser, Panzersturmmörser, Sturmtiger) az egyik legkülönösebb kísérlet. 18 darab kilőtt Tigris alvázára haditengerészeti rakétavetőt (Raketenwerfer) építettek, a SturmMörser RW61 típusú, 38 cm űrméretűt, amelynek lövedéke 6000 méterről 200 mm-es páncélt volt képes átütni. Leginkább bunkerek és egyéb erődített állások ellen használták.

### Tiger III
1945 elején a német haditervezők még javában dolgoztak, és a Tigris harmadik generációs változatait is előkészítették, amelyek a Panzerkampfwagen VI ausf L és Panzerkampfwagen VI ausf S jelzést kapták. Mindkettő a szupernehéz kategóriába tartozott volna a Panzer VII Löwe és a Maus mellett, 15 cm-es hosszúcsövű löveg hordozására tervezték.

## Összegzés
A Tigris nem volt kiforrott konstrukció, átmeneti jellege azonban befagyott, és a nehézharckocsi-gyártás zsákutcájává lett. Nagy tömegét motorja és erőátviteli rendszere nehezen kezelte, a túlterhelés volt a leggyakoribb hibaok. Üzemanyag-fogyasztása nagy, hatótávolsága csekély. A bonyolult futómű és kormánymű megfelelő tábori vagy harctéri karbantartása lehetetlen volt. A toronyforgatás legalább fele sebességű a még használhatónak, de az ideálishoz képest inkább a negyede, ezt az ellenséges harckocsik gyakorta kihasználták. A lövegstabilizálás hiánya miatt csak álló helyzetből tüzelhetett.
Mindemellett védelemben és tűzerőben kategóriájában messze a legjobb volt. Ez tette korának legfélelmetesebb és legrettegettebb fegyverévé.

### Ajánlott irodalom
Könyvek, monográfiák
- Hart, S., Hart, D. A II. világháború német páncélosai. Hajja & Fiai Könyvkiadó (1999)
- George Forty.szerk.: Reviczky Béla: Tankok világenciklopédiája. Budapest: Athenaeum 2000 Kiadó (2006). ISBN 963-203-131-8
- Crawford, Steve. Harckocsik a II. világháborúban, 20. századi hadtörténet. Budapest: Hajja & Fiai Könyvkiadó (2002). ISBN 963-9329-40-1
- Bombay László, Gyarmati József és Turcsányi Károly. Harckocsik – 1916-tól napjainkig. Budapest: Zrínyi Katonai Kiadó (1999). ISBN 963-327-332-3
- Arthur J. Barker: Páncélosok a háborúban: A Harmadik Birodalom páncéloscsapatainak küzdelme a II. világháborúban. Debrecen: Hajja. 2001.  = 20. századi hadtörténet,  ISBN 963-9329-09-6

- Matthew Hughes, Chris Mann. A Párduc harckocsi. Debrecen: Hajja & Fiai Kiadó (2000). ISBN 9789639037977

- Fleischer, Wolfgang – Scheibert, Horst. Panzerkampfwagen Tiger. Podzun-Pallas-Verlag GmbH (évszám nélkül). ISBN 3-89555-051-5 (német nyelven)
- Számvéber Norbert. SS-páncélosok Normandiában. Puedlo K (2009). ISBN 978-963-249-092-2
- Kurt Rieder [Géczi Zoltán]: A legyőzhetetlen Tigris páncélos; Vagabund, Kecskemét, 2002

Folyóirat-cikkek
- Bonhardt Attila alezredes (1997). „Tigris angyalbőrben. Pz.VI.E Tiger-I nehézharckocsik a Magyar Királyi Honvédség kötelékében”. Haditechnika (2), 45–47. o.
- Rigler József (1998). „Az Sd. Kfz. 181 Pz VI Tiger harckocsi I.rész”. Haditechnika (2), 66–69. o.
- Rigler József (1998). „Az Sd. Kfz. 181 Pz VI Tiger harckocsi II.rész”. Haditechnika (3), 64–69. o.

### Külső hivatkozások
- Panzerkampfwagen VI Tiger Ausf. E (angol nyelven). achtungpanzer.com. [2008. augusztus 22-i dátummal az eredetiből archiválva]. (Hozzáférés: 2009. augusztus 16.)
- Panzerkampfwagen VI Tiger (P) (angol nyelven). achtungpanzer.com. [2008. augusztus 17-i dátummal az eredetiből archiválva]. (Hozzáférés: 2009. augusztus 16.)
- Tiger I (angol nyelven). Armorsite. [2012. február 16-i dátummal az eredetiből archiválva]. (Hozzáférés: 2009. augusztus 16.)
- Jason Long; Jim Broshot: Üzemeltető Wehrmacht-alakulatok (angol nyelven). [2008. július 4-i dátummal az eredetiből archiválva]. (Hozzáférés: 2009. március 13.)
- Dr. Turcsányi Károly: A nehézharckocsikról (pdf). ZMNE. [2010. március 31-i dátummal az eredetiből archiválva]. (Hozzáférés: 2009. augusztus 16.)
- Képgaléria a Mausról, Löwéről és a Tiger III-ról (angol nyelven). [2009. július 4-i dátummal az eredetiből archiválva]. (Hozzáférés: 2009. augusztus 16.)